# Nuria Cabanillas
Nuria Cabanillas Provencio (Villafranca del Panadés, Barcelona, 9 de agosto de 1980) es una ex gimnasta rítmica española, tricampeona del mundo y medalla de oro en los Juegos Olímpicos de Atlanta 1996.
En 1995 pasó a formar parte del conjunto español absoluto de gimnasia rítmica, tras estar en el conjunto júnior y ser individual sénior. Desde entonces, todas las medallas que obtuvo en competiciones oficiales fueron conseguidas como miembro del conjunto español. Su primera competición importante fue el Campeonato Europeo en Praga, donde se proclamó subcampeona de Europa en la modalidad de 3 pelotas y 2 cintas, además de llevarse otras dos medallas de bronce en el concurso general y en la final de 5 aros. Ese mismo año se proclamó campeona del mundo por primera vez. Sería en la competición de 3 pelotas y 2 cintas en el Campeonato Mundial de Viena. Además de este oro, se llevó dos platas en el concurso general y en la final de 5 aros.
En el año 1996 conquistó su segundo título mundial en la final de 3 pelotas y 2 cintas del Campeonato Mundial de Budapest, competición en la que se llevó también la plata en el concurso general. Ese año logró el mayor éxito de su carrera deportiva al convertirse en campeona olímpica en la modalidad de conjuntos en los Juegos Olímpicos de Atlanta, junto a sus compañeras Marta Baldó, Estela Giménez, Lorena Guréndez, Tania Lamarca y Estíbaliz Martínez. Tras esta consecución, el conjunto fue bautizado por los medios como las Niñas de Oro. En 1997 fue subcampeona de Europa en la modalidad de 5 pelotas y en 1998, aunque ya como gimnasta suplente, conquistó su tercer título mundial en el Campeonato Mundial de Sevilla, esta vez en 3 cintas y 2 aros, además de lograr la plata en el concurso general. En el Campeonato Europeo de Budapest en 1999 fue medalla de bronce en la competición de 3 cintas y 2 aros.
En 2013 se estrenó en YouTube el documental Las Niñas de Oro, dirigido por Carlos Beltrán, que narra la historia del conjunto campeón olímpico en Atlanta a través de entrevistas a las propias gimnastas, y en 2016 asistió junto al resto del equipo a la Gala 20.º Aniversario de la Medalla de Oro en Atlanta '96 en Badajoz. Tiene diversas distinciones, entre ellas la Medalla de Extremadura (1996), la Orden Olímpica del Comité Olímpico Español (1996), la Placa de Oro de la Real Orden del Mérito Deportivo (1996), la Copa Barón de Güell en los Premios Nacionales del Deporte (1997), y la Medalla de Oro de la Real Orden del Mérito Deportivo (2015). Un pabellón deportivo en Badajoz lleva su nombre desde 2007. Es la única gimnasta española en ser tres veces medalla de oro en Mundiales, aunque la última de ellas lo fue como suplente del equipo. En la actualidad entrena al Club Gimnasia Badajoz e imparte anualmente desde 2007 el Campus Internacional de Gimnasia Rítmica Nuria Cabanillas.

## Biografía deportiva

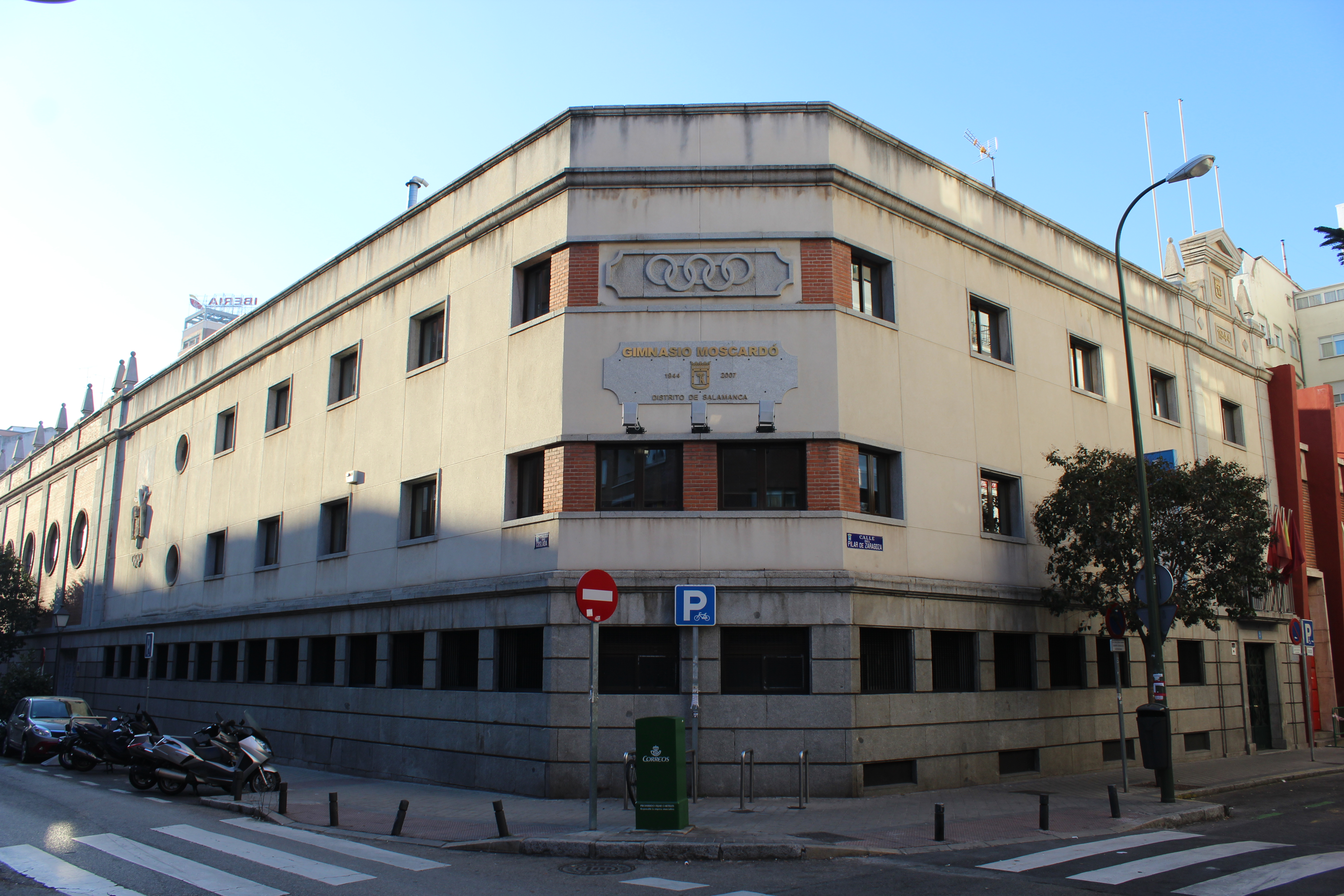
El Gimnasio Moscardó, en el distrito de Salamanca (Madrid), fue el lugar de entrenamiento de la selección nacional de gimnasia rítmica hasta 1997.

### Inicios y primeras competiciones
Hija de extremeños, Nuria Cabanillas nació el 9 de agosto de 1980 en Villafranca del Panadés (Barcelona), aunque se trasladó con sus padres a Badajoz al año y medio de edad. Se inició en la gimnasia rítmica a los 8 años. A Nuria le gustaba el baile y la música, motivo por el que su madre, que practicaba gimnasia de mantenimiento, la apuntó a clases de gimnasia rítmica en el Pabellón Las Palmeras. Después estuvo unos años en las Escuelas Deportivas Municipales para posteriormente pasar al Club Padeba y al Club Gimnasia Badajoz. Tras ser convocada por Cathy Xaudaró y Consuelo Burgos, formó parte del conjunto júnior del equipo nacional en el Campeonato de Europa de Tesalónica de 1994, quedando en quinta posición. En 1995 logró el bronce en el concurso general de la categoría de honor del Campeonato de España Individual en Alicante.

### Etapa en la selección nacional

#### 1995: llegada al equipo y primer título mundial en Viena
En 1995 fue convocada por la seleccionadora Emilia Boneva para formar parte de la selección nacional de gimnasia rítmica de España en categoría sénior. Primero compitió como gimnasta individual en el Torneo Internacional de Portimão, donde obtuvo la medalla de bronce en la general, pero hacia mayo de ese año pasó al conjunto, en el que permaneció hasta 1999. Desde entonces, convivió con el resto de las componentes del equipo en un chalet en Canillejas y entrenó en el Gimnasio Moscardó de lunes a sábado primero unas 6 horas y después hasta 8 horas diarias en el año previo a los Juegos Olímpicos, en el que dejaron de ir al colegio. El conjunto fue entrenado por la propia Emilia Boneva y por María Fernández Ostolaza. La coreógrafa desde 1994 hasta 1998 fue Marisa Mateo.
Ese año hubo rotación de los aparatos en los conjuntos, por lo que se habían compuesto nuevos montajes para los dos ejercicios del equipo. En el ejercicio de 5 aros se usó una adaptación de la pieza Asturias (Leyenda), perteneciente a la Suite española, Op. 47 de Isaac Albéniz. El tango «Verano porteño», de Astor Piazzolla, fue el tema empleado en el ejercicio de 3 pelotas y 2 cintas. Durante 1995 y 1996, Nuria sería titular únicamente en el ejercicio de 5 aros, mientras que en el de 3 pelotas y 2 cintas sería suplente.
| Componentes del conjunto en 1995 | Puesto                                           |
| -------------------------------- | ------------------------------------------------ |
| Marta Baldó                      | Titular en los dos ejercicios                    |
| Nuria Cabanillas                 | Suplente en 3 pelotas/2 cintas Titular en 5 aros |
| Estela Giménez                   | Titular en los dos ejercicios                    |
| Tania Lamarca                    | Titular en los dos ejercicios                    |
| Estíbaliz Martínez               | Titular en 3 pelotas/2 cintas Suplente en 5 aros |
| María Pardo                      | Titular en los dos ejercicios                    |
| Maider Esparza                   | Suplente en los dos ejercicios                   |

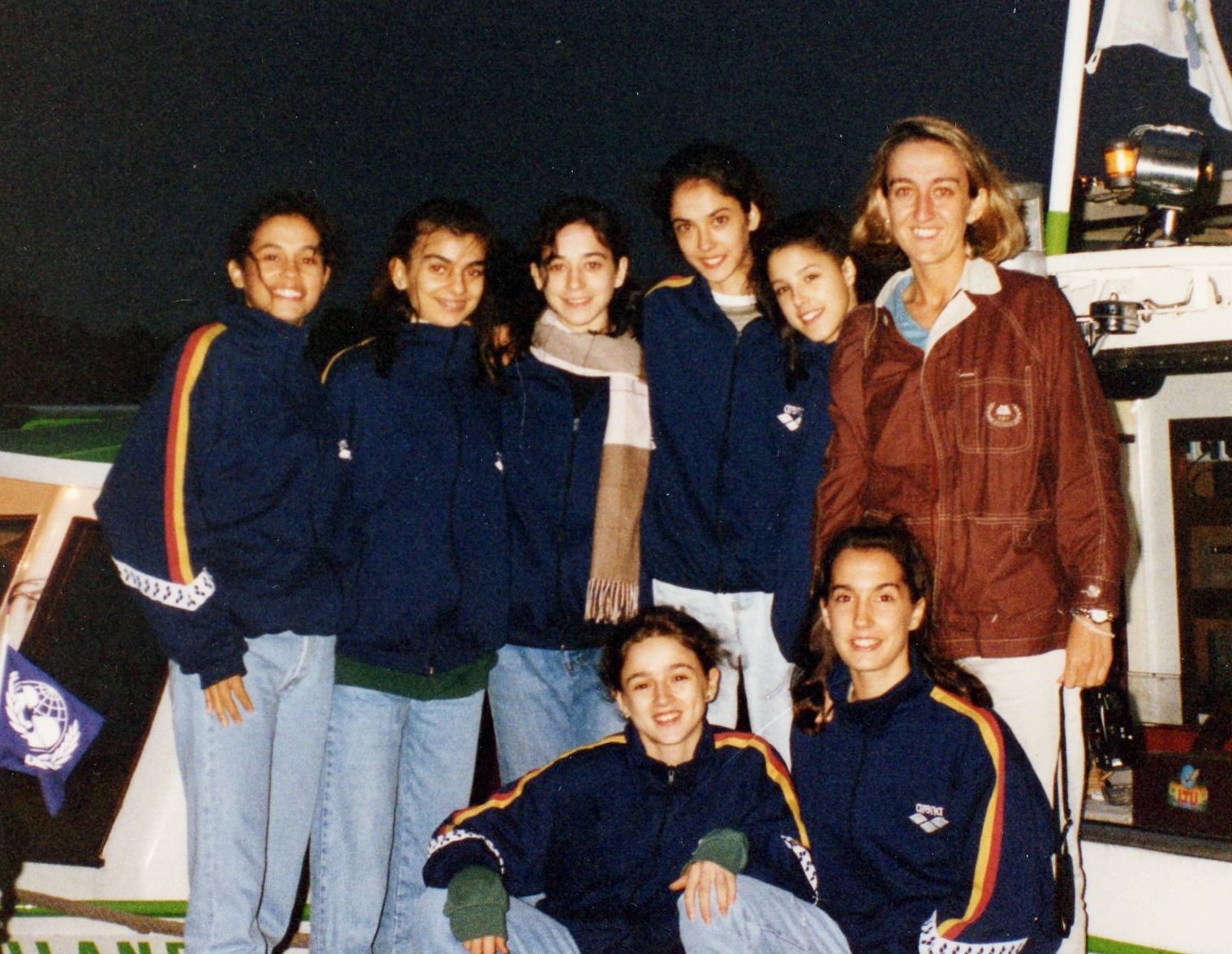
Nuria (sentada, a la izquierda) con el resto del conjunto español en París (1995).

En julio tuvo lugar su primera competición importante, el Campeonato Europeo de Gimnasia Rítmica celebrado en Praga. Allí obtuvo el tercer puesto en el concurso general y en el concurso de 5 aros, y el segundo puesto en el mixto de 3 pelotas y 2 cintas. En el concurso general, disputado en primer lugar, el combinado español logró una nota de 18,900 en el ejercicio de 3 pelotas y 2 cintas y de 19,725 en el de 5 aros, lo que sumó una puntuación acumulada de 38,625, obteniendo así el tercer puesto por detrás de Bulgaria y Rusia, que se llevaron la medalla de plata y oro respectivamente. Ese tercer lugar también les dio la clasificación para las finales por aparatos que se disputarían en la jornada posterior. En la competición de 3 pelotas y 2 cintas las españolas quedaron segundas a solo 7 milésimas de la primera posición, que se la llevó en esta ocasión Bulgaria. En la final de 5 aros volvieron a quedar terceras, superadas por rusas y búlgaras.
A finales de agosto comenzaron las competiciones de preparación para el Campeonato Mundial de Gimnasia Rítmica. Primero se disputó en la ciudad holandesa de Deventer el torneo Alfred Vogel Cup, una de las competiciones internacionales más importantes. En esta cita, el conjunto español conquistó las tres medallas de oro disputadas: la del concurso general, la de 5 aros y la de 3 pelotas y 2 cintas. Días después, el equipo español logró la medalla de plata en el torneo International Group Masters de Hanóver, siendo superado únicamente por el conjunto ruso.
Un mes después del torneo alemán, tuvo lugar su primer Mundial, el Campeonato del Mundo de Viena, donde, con el ejercicio de 3 pelotas y 2 cintas, logró su primera medalla de oro en esta competición, además de obtener también dos medallas de plata en el concurso general y en el de 5 aros. En primer lugar se disputó el concurso general, en el que las españolas consiguieron una calificación de 19,650 en el ejercicio de 3 pelotas y 2 cintas y de 19,750 en el de 5 aros, que harían una nota acumulada de 39,400, siendo superada esta puntuación solo por Bulgaria. Ese segundo puesto hizo que el equipo obtuviera la clasificación automática para la competición de conjuntos en los Juegos Olímpicos de Atlanta, que se disputarían un año después. La jornada siguiente, en la final del mixto, el conjunto español logró con una nota de 19,800, superar en 25 milésimas a las búlgaras, obteniendo así la medalla de oro en la competición de 3 pelotas y 2 cintas. En la final de 5 aros, fue el conjunto búlgaro el que por 25 milésimas, ganó la competición por delante de las españolas, que obtendrían de nuevo una nota de 19,800.

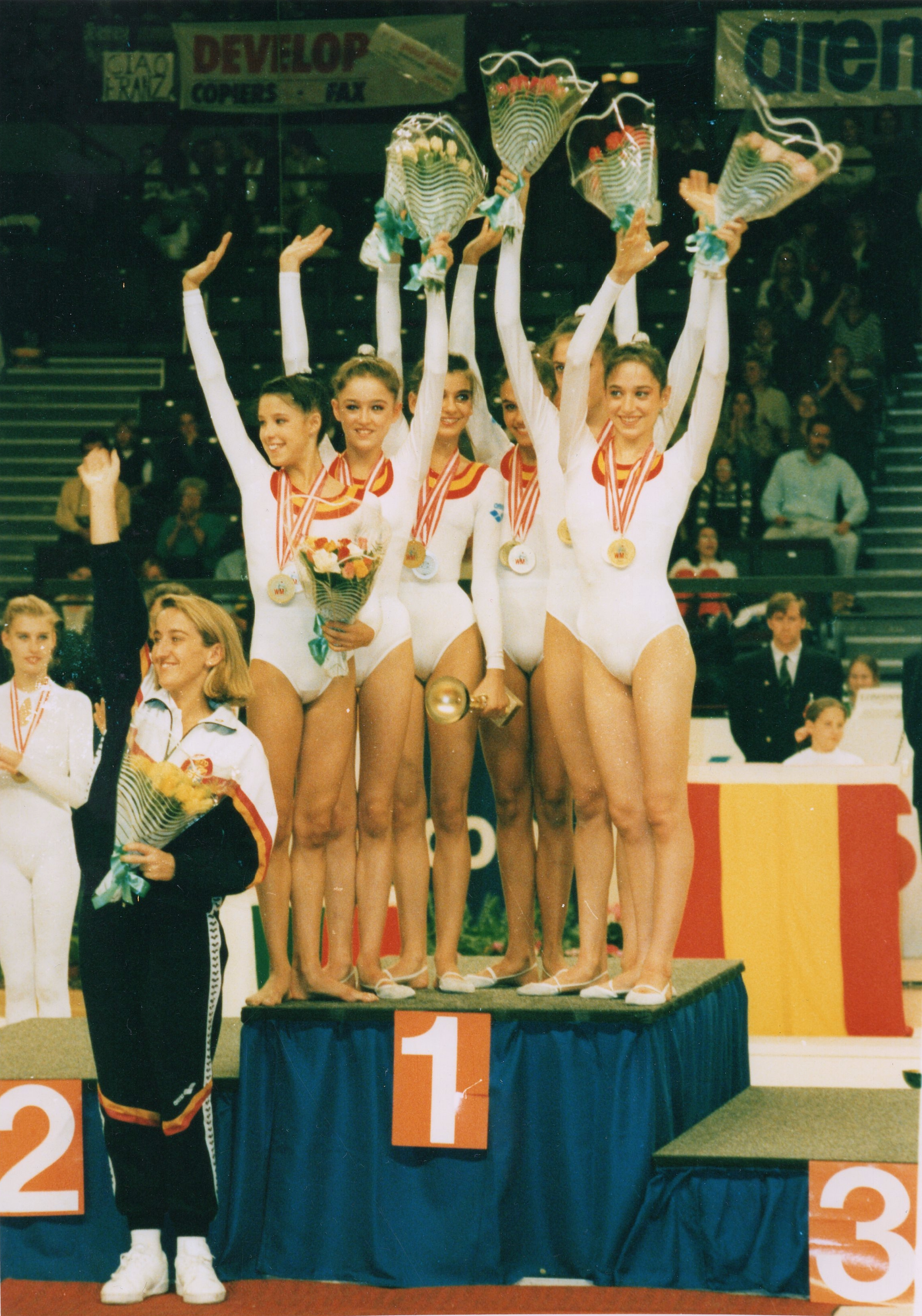
El conjunto proclamándose por primera vez campeón del mundo de 3 pelotas y 2 cintas en el Mundial de Viena (1995).

Para 1996 la modalidad de conjuntos se iba a aceptar por primera vez en los Juegos Olímpicos, que se disputarían ese año en Atlanta. Las integrantes del equipo dejaron de ir a su colegio, el centro privado Nuestra Señora de Altagracia, para concentrarse en la preparación de la cita olímpica. Para la nueva temporada se realizaron unos nuevos montajes tanto para el ejercicio de 3 pelotas y 2 cintas, como para el de 5 aros. La música del nuevo ejercicio de aros era un medley de varias canciones pertenecientes a musicales norteamericanos, principalmente «America», compuesta por Leonard Bernstein e incluida en West Side Story, o «I Got Rhythm» y «Embraceable You», temas creados por George Gershwin y que aparecieron en la banda sonora de Un americano en París. Por su parte, en el ejercicio de 3 pelotas y 2 cintas para el año 1996, se empleó la melodía de «Amanecer andaluz», tema que ya había usado Carmen Acedo en su ejercicio de cuerda de 1991, aunque con otros arreglos.
En noviembre de 1995, el equipo español viajó a Tokio para participar en el torneo anual denominado Epson Cup, en el que los dos mejores conjuntos del año competían con el equipo japonés. En diciembre tuvo lugar una concentración de todo el equipo español en el Centro de Alto Rendimiento de Sierra Nevada (Granada).

#### 1996: segundo título mundial en Budapest y oro en los Juegos Olímpicos
Durante el primer semestre de 1996, el conjunto español participó en diversas competiciones preparatorias, como Kalamata Cup, Karlsruhe, Corbeil o Ciudad de Zaragoza, en las que siempre ocuparía un puesto de medallista. A principios de mayo recibieron en el Gimnasio Moscardó la visita de la prestigiosa bailarina y coreógrafa cubana Alicia Alonso, que les impartió una clase magistral. También grabaron en esos meses dos anuncios de televisión para Cola Cao, patrocinador del Programa ADO, y otro para Campofrío, entonces patrocinador de la Real Federación Española de Gimnasia. Ese año se incorporó Lorena Guréndez, que en mayo, poco antes del torneo preolímpico disputado en Zaragoza, pasaría a ser titular del conjunto en el ejercicio de 3 pelotas y 2 cintas debido a la retirada de María Pardo. Por su parte, Estíbaliz Martínez pasó a ocupar también el puesto de titular que María había dejado vacante en el ejercicio de 5 aros.
A finales de junio, a poco más de un mes de los Juegos Olímpicos, se disputó el Campeonato del Mundo de Budapest, donde Cabanillas logró su segunda medalla de oro en un Mundial, repitiendo en la competición de 3 pelotas y 2 cintas, además de obtener una medalla de plata en el concurso general. El primer día de la competición de conjuntos tuvo lugar el concurso general, en el que el equipo español obtuvo una nota de 19,700 en ambos ejercicios, que lo llevó a la segunda posición con 39,400 puntos, a dos décimas del conjunto búlgaro, que repitió la medalla de oro obtenida el año anterior. Al día siguiente se disputaron las dos finales por aparatos. En la final de 3 pelotas y 2 cintas, las españolas, con una puntuación de 19,816, revalidarían el título obtenido en el Mundial anterior en esa misma competición, esta vez superando en 16 milésimas la nota del equipo ruso. En la final de 5 aros, el conjunto español tuvo que conformarse con el cuarto puesto con una puntuación de 19,699.

##### Competición de conjuntos en Atlanta

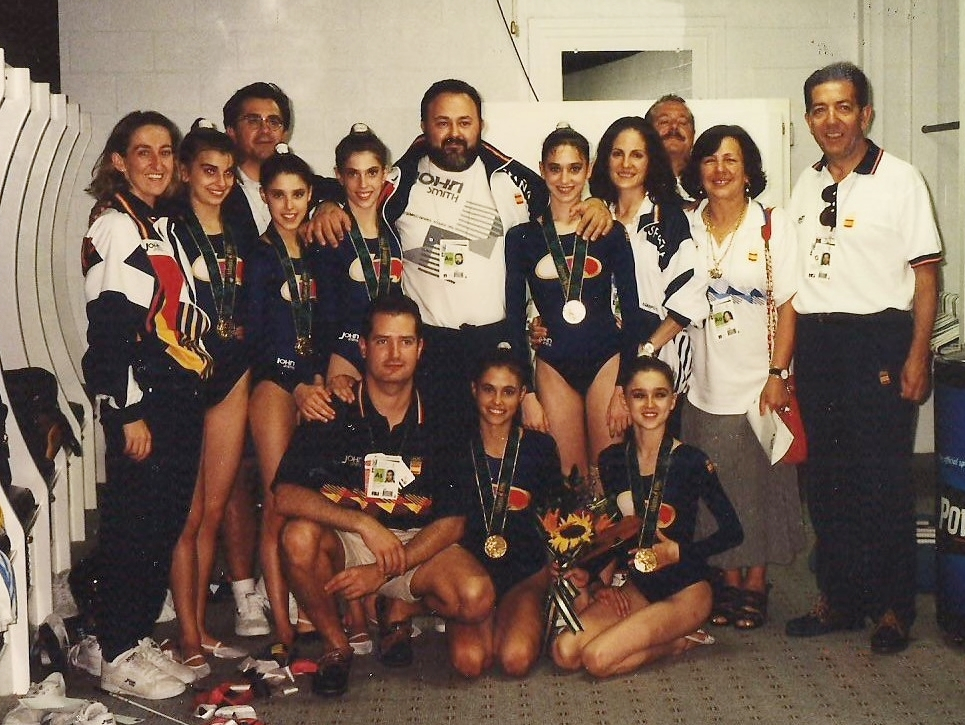
El conjunto español tras lograr la medalla de oro en los Juegos Olímpicos de Atlanta.

A principios de agosto se disputó la competición de conjuntos en los Juegos Olímpicos de Atlanta. El equipo español llegó a la Villa Olímpica el 13 de julio, llegando a participar en el desfile de los deportistas durante la ceremonia de apertura de los Juegos, que tuvo lugar el 19 de julio. La competición de gimnasia rítmica tendría lugar en el Stegeman Coliseum, un pabellón situado en la ciudad de Athens, a unos 100 kilómetros de Atlanta. La selección nacional acudió a la cita olímpica con un conjunto integrado por Nuria, Marta Baldó, Estela Giménez, Lorena Guréndez, Tania Lamarca y Estíbaliz Martínez. Solo se pudieron convocar a las seis gimnastas titulares por parte del conjunto, por lo que la gimnasta suplente, Maider Esparza, se quedó fuera de la convocatoria. Al igual que había ocurrido anteriormente en el Campeonato Mundial de Budapest, Lorena Guréndez fue la gimnasta suplente en el ejercicio de 5 aros, mientras que Nuria lo sería en el de 3 pelotas y 2 cintas.
El 1 de agosto tuvieron lugar los preliminares, en los que los nueve conjuntos que se habían clasificado para competir en los Juegos Olímpicos, se disputaron las seis plazas finalistas. En el ejercicio de 5 aros, el equipo español obtuvo una puntuación de 19,500, y en el ejercicio de 3 pelotas y 2 cintas, consiguió una nota de 19,466. Finalmente el conjunto español se clasificó para la final en segunda posición con una nota acumulada de 38,966, a solo 50 milésimas del primer puesto, que sería en esa ocasión para el conjunto búlgaro.
El 2 de agosto tuvo lugar la gran final. En la primera rotación, la de 5 aros, el conjunto español se logró poner primero con una nota de 19,483, a solo 17 milésimas del conjunto ruso, que quedó a su vez por delante del búlgaro. Quedaba aún la rotación final, la de 3 pelotas y 2 cintas, ejercicio con el que las españolas habían logrado ser bicampeonas del mundo. En esta segunda y última rotación, la nota de 19,450 de las búlgaras fue igualada por el conjunto español, asegurándose así la medalla de plata. La puntuación final del conjunto sería de 38,933. Solo el conjunto ruso podía arrebatarles la primera posición, pero una mala nota de ejecución a causa de varios errores durante el ejercicio, hizo que no pudiera superar en la puntuación definitiva a las españolas, que se adjudicaron finalmente la medalla de oro. Fue la gimnasta individual Almudena Cid, que se encontraba siguiendo la competición, quien corrió hasta el vestuario en el que se encontraban las gimnastas españolas para informarles de los fallos de las rusas y de que por tanto iban a ser casi con toda seguridad medalla de oro. El equipo español se convirtió con este triunfo en el primer campeón olímpico de la historia en la modalidad de conjuntos, además de tratarse también de la primera medalla de oro olímpica en la gimnasia española. Cabanillas logró además ser el 2º deportista español más joven en conseguir una medalla olímpica, al hacerlo con 15 años y 359 días.
El conjunto español, visiblemente emocionado, subió al primer cajón del podio tras Bulgaria y Rusia, que fueron segunda y tercera respectivamente. A pesar de que la Carta Olímpica prohíbe la publicidad en la equipación deportiva, las gimnastas llevaron en el podio un maillot con un logotipo similar al de Campofrío, patrocinador del equipo, después de que fueran instadas por el presidente de la Federación Española de Gimnasia a que lo hicieran, motivo por el que hubo una reclamación que finalmente no fue atendida. La ceremonia de entrega de medallas de esta competición, fue el minuto más visto de Atlanta 1996 en Televisión Española. Al igual que el resto de la final olímpica, fue narrada para dicho canal por la periodista Paloma del Río. Tras su llegada a España, el conjunto fue bautizado por algunos medios con el sobrenombre de las Niñas de Oro.
En octubre, la exgimnasta María Pardo hizo unas declaraciones en el diario El País en las que dijo que la entonces seleccionadora Emilia Boneva era extremadamente dura con la comida y con los entrenamientos. María había abandonado la concentración del equipo en mayo, dos meses antes de la cita olímpica, debido a que no pudo soportar la presión a la que se vio sometido el conjunto en esa época. Estas declaraciones fueron apoyadas por algunas antiguas integrantes de la selección, mientras que las entonces gimnastas del equipo español, entre las que se encontraba Nuria, dijeron que María no contaba toda la verdad en algunos aspectos. Las integrantes del conjunto acudieron poco después al programa Día a día de Telecinco, presentado por María Teresa Campos, donde contaron su experiencia y defendieron a Emilia.
Entre el 31 de octubre y el 2 de noviembre, el conjunto participó en una gira de exhibiciones denominada Gala de las Estrellas, organizada por el patrocinador del equipo, y que pasó por Madrid, Zaragoza y Barcelona. En dichas galas, además del conjunto, que realizaba los dos ejercicios de aquel año, actuaron también otros gimnastas nacionales e internacionales destacados, tanto de gimnasia rítmica como de artística. Posteriormente, las integrantes del conjunto español se desplazaron a Tokio para participar en la Epson Cup, donde obtuvieron la medalla de plata. A finales de noviembre, viajaron a Colombia para realizar una gira de actuaciones en Medellín, Cali y Bogotá. El dinero recaudado fue destinado a crear centros de atención médica y hospitalaria en los sectores con menos recursos de Colombia. Hasta final de año, el conjunto seguiría participando en numerosas exhibiciones por toda España en ciudades como Alicante, Palencia, Vitoria, Sevilla o Burgos. La última tuvo lugar el 22 de diciembre en Pamplona, donde fue homenajeada Maider Esparza en su despedida del equipo.
Cabanillas, junto al resto de componentes del conjunto ganador de la medalla de oro en los Juegos Olímpicos de Atlanta, recibió los meses posteriores numerosos reconocimientos y distinciones, entre ellos, la Orden Olímpica, otorgada por el COE, la Placa de Oro de la Real Orden del Mérito Deportivo y la Copa Barón de Güell, otorgadas por el Consejo Superior de Deportes. También se le concedió la Medalla de Extremadura, otorgada por la Junta de Extremadura, y fue nombrada Hija Predilecta de la ciudad de Badajoz. A raíz de este triunfo, empezó a ser conocida en su ciudad como el Gran Tesoro del Gurugú, que es el barrio pacense en el que creció.

#### 1997: Europeo de Patras
En 1997, las componentes del equipo trasladaron su residencia del chalet de Canillejas a un edificio anexo al INEF y empezaron a entrenar en el Centro de Alto Rendimiento de Madrid. María Fernández era desde diciembre la nueva seleccionadora nacional, tras la marcha de Emilia Boneva, que había sido operada en noviembre del corazón. A principios de año se incorporaron al conjunto Marta Calamonte, Carolina Malchair y Sara Bayón. En abril, tras la retirada de Marta Baldó, Estela Giménez y Estíbaliz Martínez, y la lesión de Marta Calamonte, se incorporó además Esther Domínguez. Cabanillas fue titular ese año en los dos ejercicios, el de 5 pelotas y el de 3 pelotas y 2 cintas. El primero tenía como música un medley de canciones de Édith Piaf, como «Non, je ne regrette rien» o «Hymne à l'amour», mientras que el de pelotas y cintas usaba «Las cosas del querer», compuesta por Quintero, León y Quiroga.
Tras algunos torneos como el Ciudad de Ibiza o el Gran Trofeo Campofrío, Nuria disputó el europeo de Patras, donde consiguió un cuarto puesto en el concurso general, además de una medalla de plata en 5 pelotas y otra de bronce en 3 pelotas y 2 cintas. El primer día, con una nota acumulada de 38,300 en el concurso general, se quedaron a 50 milésimas del pódium. En las finales por aparatos del día siguiente obtuvieron una nota de 19,600 en el ejercicio de 5 pelotas, que les otorgó la medalla de plata. En el ejercicio mixto de 3 pelotas y 2 cintas lograron una nota de 19,500 que les llevó al tercer cajón del pódium. El conjunto estaba integrado entonces por Nuria, Sara Bayón, Esther Domínguez, Lorena Guréndez, Tania Lamarca, Carolina Malchair y Marta Calamonte como suplente. Posteriormente se disputaría la Epson Cup de Tokio (Japón), donde el conjunto español obtuvo la medalla de oro, aunque Nuria no fue convocada y no viajaría a esta última competición, ya que la seleccionadora le impuso ese castigo por haber subido de peso.

#### 1998-1999: suplencia y tercer título mundial en Sevilla
En 1998 fue apartada de la titularidad para convertirse en la gimnasta suplente del conjunto en las competiciones. Ese año, los dos ejercicios del conjunto fueron el de 3 cintas y 2 aros y el de 5 pelotas, que emplearon como música la sevillana «Juego de luna y arena» (inspirada en un poema de Lorca) y el tango «El vaivén» respectivamente, dos temas de José Luis Barroso. Tras disputar el equipo algunos torneos preparatorios en Kalamata o Budapest, en mayo logró su tercer oro mundial en el Campeonato del Mundo de Sevilla. Fue en la competición de 3 cintas y 2 aros, donde el conjunto consiguió superar a Bielorrusia con una puntuación de 19,850. Además, el primer día el equipo había obtenido la medalla de plata en el concurso general con una nota acumulada de 39,133. Ocuparon el séptimo puesto en la competición de 5 pelotas. El combinado nacional recibió en este campeonato el Premio Longines a la Elegancia, un trofeo que suele entregar la marca de relojes homónima y la FIG durante las competiciones internacionales de gimnasia destacadas. Durante el Mundial, Nuria se reencontró además con sus compañeras del equipo del 96 con las que fue medalla de oro en Atlanta. El conjunto de 1998 lo compusieron, además de Nuria, Sara Bayón, Marta Calamonte, Lorena Guréndez, Carolina Malchair, Beatriz Nogales y Paula Orive.
En 1999, Cabanillas siguió siendo gimnasta suplente del equipo. Nancy Usero era la nueva seleccionadora y entrenadora del conjunto. Nancy contó esa temporada con Dalia Kutkaite como asistente y entrenadora del conjunto júnior, y con Cristina Álvarez como coreógrafa el primer año. Los dos ejercicios ese año fueron el de 3 cintas y 2 aros y el de 10 mazas, el primero con «Zorongo gitano» y el segundo con «Babelia» de Chano Domínguez, Hozan Yamamoto y Javier Paxariño, como música durante 1999. El conjunto titular lo compusieron ese año Sara Bayón, Marta Calamonte, Lorena Guréndez, Carolina Malchair, Beatriz Nogales y Paula Orive. A finales de mayo se disputó el Campeonato Europeo en Budapest. En el concurso general, el conjunto quedó en séptima posición, debido a una mala calificación en el ejercicio de 10 mazas. En la competición de 3 cintas y 2 aros obtuvo la medalla de bronce. En agosto el conjunto logró la medalla de plata en 3 cintas y 2 aros en el DTB-Pokal de Bochum. A finales de septiembre se disputó el Campeonato Mundial de Osaka, su cuarta participación mundialista. El conjunto quedó en séptima posición en el concurso general, lo que les dio la clasificación para los Juegos Olímpicos de Sídney del año siguiente. Posteriormente, ocupó el sexto lugar tanto en el ejercicio de 3 cintas y 2 aros como en el de 10 mazas.

### Retirada de la gimnasia
Se retiró profesionalmente en 1999. El 5 de agosto de 2000 participó junto a algunas de sus excompañeras de la selección en un homenaje a Emilia Boneva durante el Campeonato de España de Conjuntos de Gimnasia Rítmica celebrado en Málaga, en el que realizaron un ejercicio montado especialmente para la ocasión que estaba inspirado en el de 5 aros de 1996 y que habían entrenado las semanas previas con la ayuda de Ana Bautista. La propia Emilia viajó desde Bulgaria para asistir al evento, aunque sin tener conocimiento de que varias de sus antiguas pupilas le iban a realizar un homenaje. Marta Baldó no pudo participar en el acto y Lorena Guréndez asistió pero no realizó el ejercicio al ser componente aún de la selección nacional. El encargado de organizar el reencuentro fue Carlos Pérez, entonces Relaciones Externas del Programa ADO, después de que las propias Niñas de Oro le comentaran la idea. Días después volverían a realizar el ejercicio en Manzanares el Real (Madrid), siendo esta la última vez que se reencontraron con Emilia.
El 23 de noviembre de 2000, la Federación Española de Gimnasia pagó la deuda que tenía con las seis gimnastas del conjunto que había obtenido la medalla de oro en Atlanta. En 1996, la Asamblea General de la Federación Española de Gimnasia había acordado un premio de 5 millones de pesetas por gimnasta en caso de que lograran la medalla de oro en los Juegos Olímpicos. Este premio era diferente al que pagó el COE a las gimnastas por conseguir la medalla de oro, aunque tenía el mismo importe. Tras la celebración de las Olimpiadas, la Federación no reconocía ese premio, por lo que las gimnastas, instadas por la periodista Cristina Gallo, decidieron denunciar el caso en el Consejo Superior de Deportes y acudir a un abogado. Además, la Federación debía a varias gimnastas dinero de la gira de exhibiciones de 1996, de becas, de contratos de imagen y de algunos premios de torneos y campeonatos. Las presiones de algunos medios de comunicación (principalmente el programa de radio en el que trabajaba Cristina, Supergarcía, presentado por José María García), hicieron que a finales de 2000 el Estado habilitara una cuenta para que la Federación pagara finalmente la totalidad de la deuda contraída, que estaba en torno a los 41 millones de pesetas (unos 246.000 euros).
El 16 de octubre de 2001, Nuria compareció en el Senado en la «Comisión especial sobre la situación de los deportistas al finalizar su carrera deportiva». En la misma, mostró su desacuerdo con las decisiones de la entrenadora María Fernández respecto al peso, y denunció además la situación de abandono e indefensión que vivieron las gimnastas del conjunto tras su retirada, no recibiendo ninguna ayuda ni orientación de la Federación en su adaptación al «mundo real» y enfrentándose además a impagos por parte de esta. La senadora y también exdeportista Miriam Blasco, que era presidenta de la comisión, presentó en octubre de 2004 las conclusiones de la misma al Gobierno, y en diciembre de 2007 se consiguió que se aprobase una reforma de ley que contemplaba varias de las medidas solicitadas por el Senado para intentar corregir esta situación, que era relativamente común entre deportistas de diferentes disciplinas.

«Cuando era gimnasta tenía la sensación de que las personas de la Federación me utilizaban como si fuera una máquina, pero después, cuando terminó aquel periodo, sentía que ya no servía para nada, sobre todo, porque estuve dando todo lo que tenía y, al acabar, no tenía absolutamente nada».
—Nuria Cabanillas, en la «Comisión especial sobre la situación de los deportistas al finalizar su carrera deportiva»

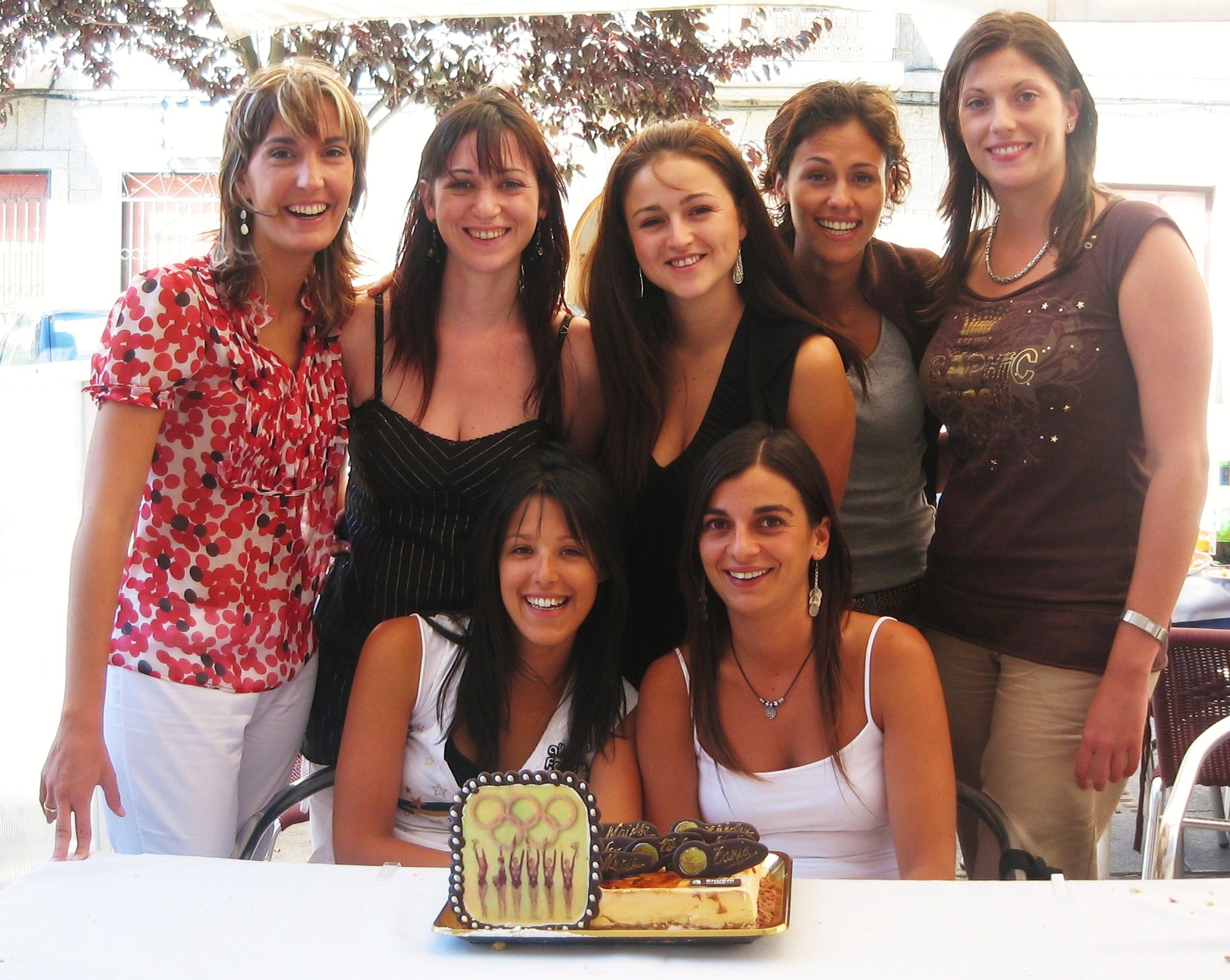
Nuria (de pie, en el centro) junto al resto del conjunto de Atlanta 1996 en un reencuentro en 2006 registrado en el documental Las Niñas de Oro.

En abril de 2002, las componentes del conjunto de 1996 volvieron a reunirse en el V Certamen de Gimnasia Rítmica Interescolar, que fue organizado por MT en Zaragoza y donde cinco de ellas realizaron uno de los ejercicios de Atlanta, además de recibir un homenaje. Nuria y Lorena Guréndez no pudieron asistir a la semana en la que se entrenó el ejercicio, pero sí acudieron al acto.
En agosto de 2006, junto al resto de sus excompañeras de la selección nacional de 1996, acudió a un reencuentro que tuvo lugar en Ávila durante tres días con motivo del décimo aniversario de la consecución de la medalla de oro en Atlanta 1996. Dicho encuentro lo organizó Carlos Beltrán junto a su productora, Klifas dreams, con el objetivo de grabar un documental en el que ellas mismas narrasen su historia, aunque no se estrenó hasta años más tarde bajo el título Las Niñas de Oro. El 30 de noviembre de 2006, las seis campeonas olímpicas en Atlanta asistieron a la Gala Anual de la Real Federación Española de Gimnasia, celebrada en Madrid, en la que fueron además homenajeadas.
En diciembre de 2013 se estrenó en YouTube el documental Las Niñas de Oro, grabado durante el reencuentro de las siete excomponentes del conjunto en 2006. Dirigido por Carlos Beltrán y de 54 minutos de duración, se presentó dividido en cinco partes, siendo la primera subida el día 9 y la última el día 26. El documental narra, a través de entrevistas a las propias gimnastas, el antes, el durante y el después de la medalla de oro de Atlanta.

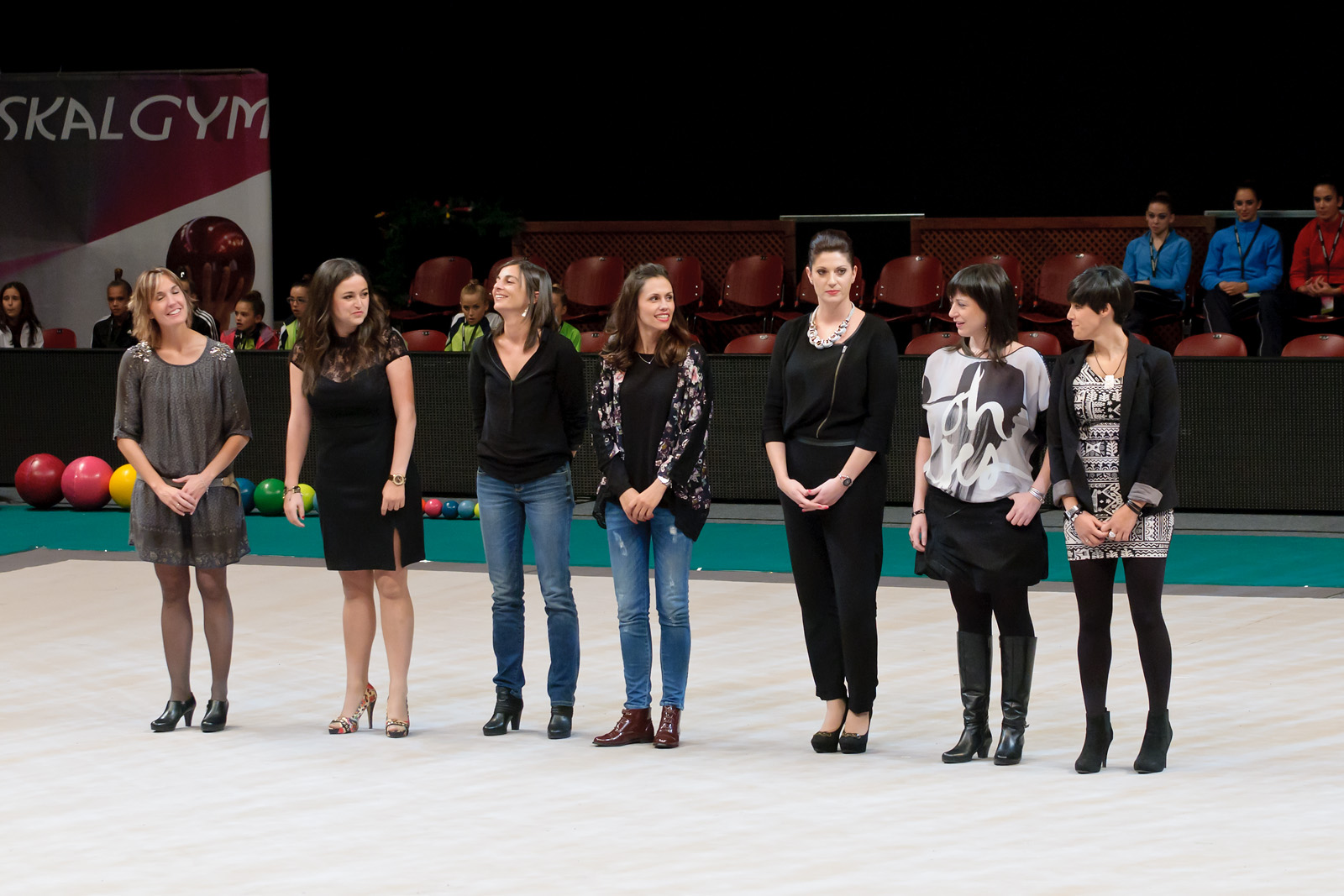
Nuria (segunda por la izqda.) y las demás Niñas de Oro en el homenaje en el Euskalgym 2014.

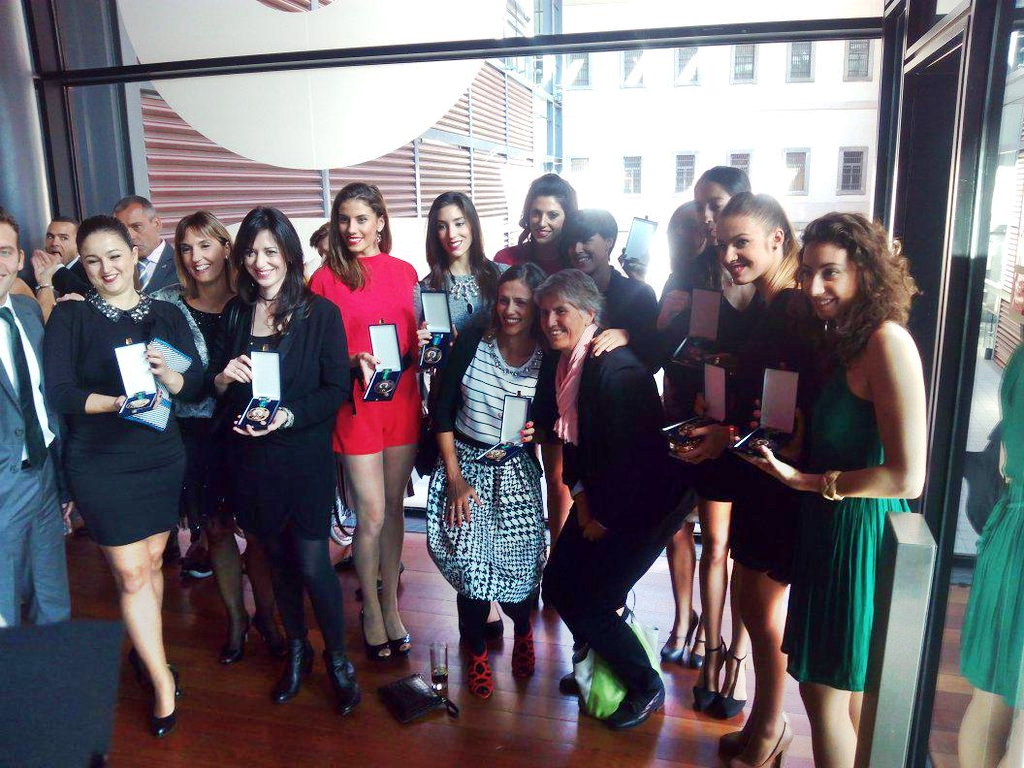
Las Niñas de Oro junto al Equipaso y Paloma del Río en la entrega de la ROMD (2015).

El 8 de noviembre de 2014, las siete integrantes del conjunto de 1996 fueron homenajeadas en la IX Gala Internacional de Gimnasia Rítmica Euskalgym, que se celebró por primera vez en Vitoria. En la misma, se llevó a cabo una proyección de imágenes sobre el tapiz consistente en los nombres de las gimnastas con el logotipo de los Juegos Olímpicos de Atlanta 1996 y la medalla de oro de fondo, mientras sonaba la música de su ejercicio de aros en aquellas Olimpiadas. A continuación, las siete gimnastas salieron a la pista para hacerles entrega de la Medalla Euskalgym y recibir una placa conmemorativa de manos de José Luis Tejedor y Javier Maroto, presidente de la Federación Vasca de Gimnasia y alcalde de Vitoria respectivamente, ante la presencia de las casi 9.000 personas que asistieron a la gala en el Fernando Buesa Arena. Fue el primer reencuentro de las Niñas de Oro al completo tras la reunión de 2006.

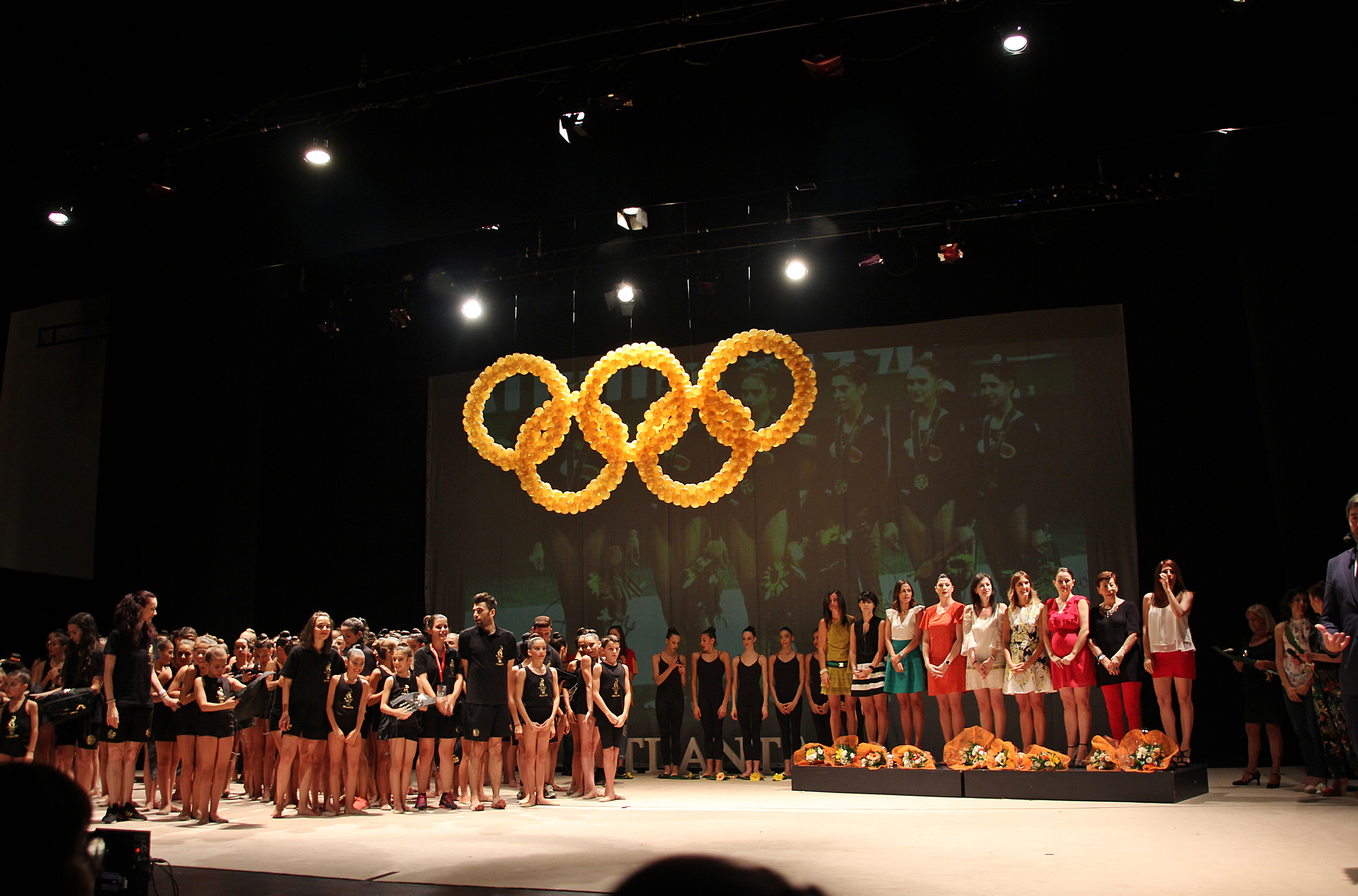
El conjunto en la Gala 20.º Aniversario (2016).

El 14 de octubre de 2015, las seis campeonas olímpicas en Atlanta, entre ellas Nuria, recibieron la Medalla de Oro de la Real Orden del Mérito Deportivo, otorgada por el Consejo Superior de Deportes, la máxima distinción que puede obtener un deportista español. El galardón les había sido concedido el 28 de julio del mismo año. El acto de entrega fue presidido por Íñigo Méndez de Vigo, Ministro de Educación, Cultura y Deporte, y por Miguel Cardenal, presidente del CSD, y tuvo lugar en el auditorio del Museo Nacional Centro de Arte Reina Sofía (Madrid). Al mismo asistió también Maider Esparza. Además, en el mismo evento fueron galardonadas con la Medalla de Bronce el conjunto español de gimnasia rítmica de 2014, conocido como el Equipaso, siendo la primera vez que ambas generaciones de gimnastas se reunían. En noviembre de 2015 formó parte del jurado de los Premios Mujer, Deporte y Empresa, entregados en el I Congreso Ibérico Mujer, Deporte y Empresa, celebrado en Cáceres.
Posee el título de Entrenadora Nacional de Gimnasia Rítmica y en la actualidad Cabanillas se encuentra entrenando al Club Gimnasia Badajoz y estudiando un máster en dirección de empresas deportivas. Además, tiene con su pareja una empresa de sonido, iluminación y organización de eventos llamada M-Sound. También ha sido monitora de las Escuelas Deportivas de Olivenza entre 2007 y 2009 y asesora deportiva de la Junta de Extremadura. Desde 2007, un pabellón deportivo lleva su nombre en Badajoz. En verano es la directora técnica del Campus Internacional de Gimnasia Rítmica Nuria Cabanillas, organizado por su club desde 2007 y al que suelen asistir diversas figuras nacionales e internacionales.
El 23 de julio de 2016 se reencontró con el resto de las Niñas de Oro en la Gala 20.º Aniversario de la Medalla de Oro en Atlanta '96, que tuvo lugar en el Palacio de Congresos de Badajoz en el marco del X Campus Internacional de Gimnasia Rítmica Nuria Cabanillas. Al homenaje acudieron también varias exgimnastas de la selección como Carolina Pascual, Almudena Cid, Alba Caride, Ana Bautista, Carolina Malchair, Marta Calamonte, María Eugenia Rodríguez y Ana María Pelaz, así como la jueza internacional Maite Nadal y la coreógrafa del conjunto de Atlanta, Marisa Mateo. El conjunto nacional júnior realizó además dos exhibiciones durante la gala, que contó igualmente con actuaciones de Carolina Pascual y los participantes del Campus. Se emitió asimismo un mensaje grabado de la exseleccionadora Emilia Boneva desde su casa de Bulgaria.
En agosto de 2018 tuvo lugar la I Escuela de Verano Nuria Cabanillas, celebrándose en Guareña (Badajoz). En septiembre de ese mismo año viajó junto a varias exgimnastas de la selección española al Mundial de Gimnasia Rítmica de Sofía para reencontrarse con la ex seleccionadora nacional Emilia Boneva, organizándose además una cena homenaje en su honor. Del 27 al 28 de octubre de 2018, las seis campeonas olímpicas se volvieron a reunir en Madrid con el objetivo de grabar un reportaje, regresando además al Gimnasio Moscardó, lugar donde entrenaban en su etapa en la selección. Bajo el título «Spain's "Las Niñas de Oro"», sería estrenado a nivel mundial el 2 de septiembre de 2019 como el episodio 8 de la 2.ª temporada del programa Legends Live On de Eurosport 1 y Olympic Channel. En mayo de 2019 retransmitió junto a la periodista Sara Carmona la prueba de la Copa del Mundo en Guadalajara a través del streaming oficial.
El 16 de noviembre de 2019, con motivo del fallecimiento de Emilia Boneva, unas 70 exgimnastas nacionales, entre ellas Nuria, se reunieron en el tapiz para rendirle tributo durante el Euskalgym. El evento tuvo lugar ante 8.500 asistentes en el Bilbao Exhibition Centre de Baracaldo y fue seguido además de una cena homenaje en su honor. El 25 de septiembre de 2021, para conmemorar el 25.º aniversario de Atlanta 1996 y con motivo de la Semana Europea del Deporte 2021, las seis campeonas olímpicas se reunieron en Madrid para un coloquio presentado por el periodista Jesús Álvarez en el que rememoraron su carrera deportiva.

## Legado e influencia

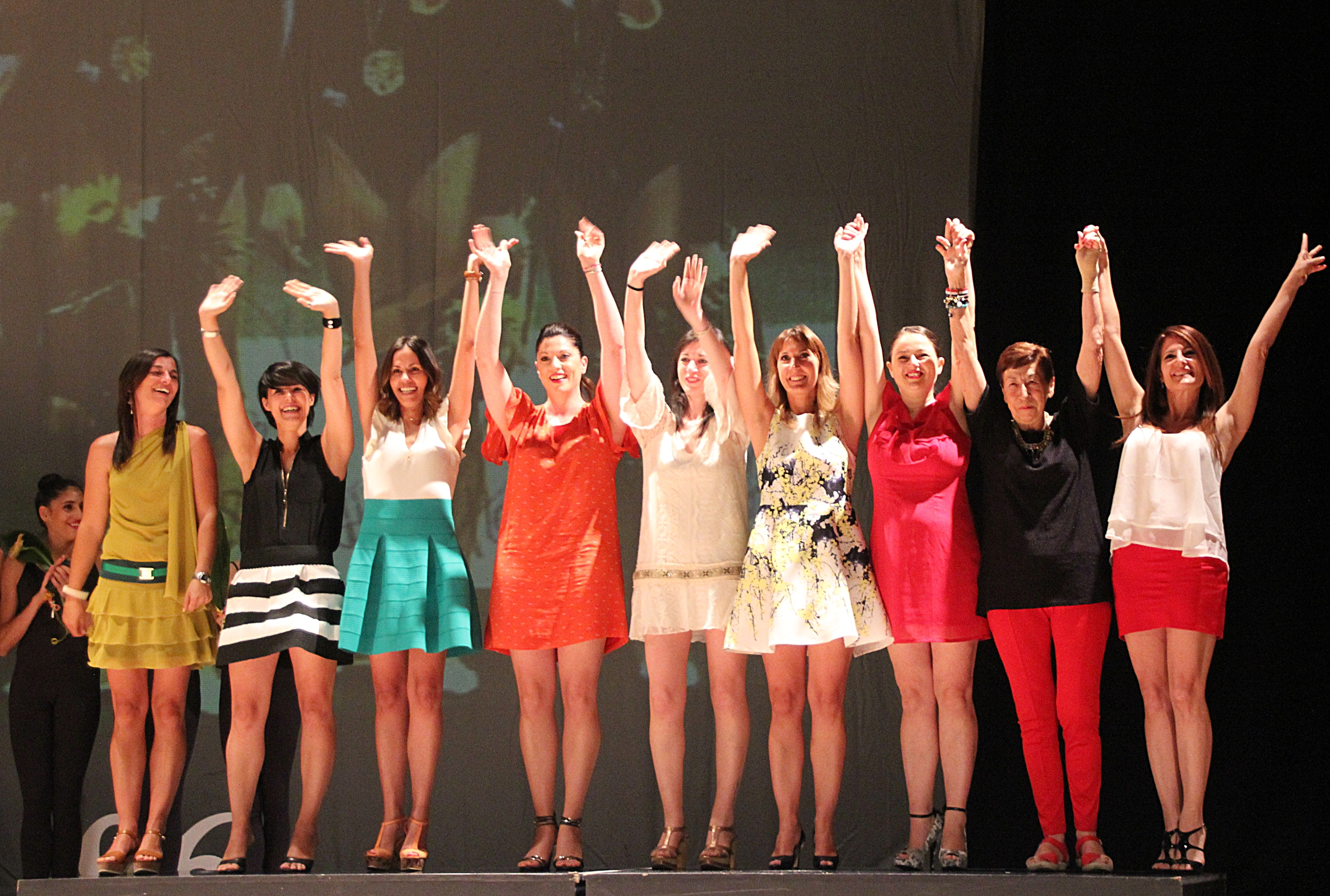
Nuria (3ª a la derecha) con las demás Niñas de Oro, Maite Nadal y Marisa Mateo, en la Gala 20.º Aniversario (2016).

La excapitana del conjunto español Ana María Pelaz declaró en una entrevista en 2009 tras su retirada que «cuando vi a la selección en Atlanta '96 me dije: yo quiero ser como ellas». La gimnasta Carolina Rodríguez, preguntada en una ocasión por los orígenes de su pasión por la rítmica, manifestó que «en 1996, tras ver ganar el oro a España en Atlanta, con 10 años, supe que algún día querría estar ahí, que quería ser olímpica». Alejandra Quereda, actual capitana del conjunto español conocido como el Equipaso, preguntada en 2014 por lo que para ella había sido lo más increíble que ha pasado en la gimnasia, contestó que «El oro de España en Atlanta. Marcó la historia de nuestra gimnasia. Desde ahí todo cambió».
La seleccionadora en aquella etapa, Emilia Boneva, concedió una entrevista a la revista Sobre el tapiz en 2016, donde recordó el momento del oro olímpico: 

«Nunca voy a olvidar nuestro ejercicio final cuando el público, con el pabellón lleno, se levantó para aplaudirnos. ¡Fue un momento inolvidable! Como también lo fue el momento en el que las seis chicas subieron al pódium con las medallas en el pecho, brillando como pequeños soles. Esto no es un recuerdo, es una realidad que tengo siempre presente. Ese momento fue la cumbre de mi carrera como entrenadora [...] Es muy importante crear complicidad entre las gimnastas para que juntas luchen por el mismo objetivo. Las seis Niñas de Oro consiguieron ser buenas amigas y siguen siéndolo a día de hoy».

Tras el estreno del documental Las Niñas de Oro en 2013, su director, Carlos Beltrán, se manifestaba así en una entrevista al respecto de la acogida del filme: 

«Es impresionante el tirón que tiene esta historia y la de gente que las quiere. Estas mujeres y Emilia Boneva escribieron una de las más hermosas historias del deporte de nuestro país. Con todos los componentes de la élite y la épica y con todos los de la amistad en edad infantil. El desdén con el que nuestro sistema relega al olvido a estas chicas es algo que tendrá que revisarse pronto, porque no hay ningún derecho».

El montaje de 5 aros de 1996 ha sido homenajeado posteriormente por otras gimnastas, como en el ejercicio de exhibición del conjunto júnior español en el Euskalgym 2012 (integrado por Paula Gómez, Sara González, Miriam Guerra, Claudia Heredia, Carmen Martínez, Victoria Plaza y Pilar Villanueva), donde se usaba, al igual que en el ejercicio de 1996, «America» de Leonard Bernstein, además de otros dos temas de banda sonora de West Side Story: «Dance at the Gym» y «Overture». El conjunto júnior español de 2016 (Mónica Alonso, Victoria Cuadrillero, Clara Esquerdo, Ana Gayán, Alba Polo, Lía Rovira y Sara Salarrullana) también homenajeó este ejercicio en la Gala 20.º Aniversario de la Medalla de Oro en Atlanta '96, usando la misma música y emulando algunos movimientos del montaje original. En el Euskalgym 2018, las gimnastas Saioa Agirre, Teresa Gorospe, Izaro Martín y Salma Solaun representaron también parte del ejercicio durante el homenaje a las gimnastas rítmicas olímpicas vascas.

### En la cultura popular
Entre otras apariciones en la cultura popular, Nuria ha servido de base para el personaje de Lucía (apodado Ardilla), que aparece en la serie de cuentos infantiles Olympia (2014), escritos por Almudena Cid e ilustrados por Montse Martín. Asimismo, el relato de la vida de las Niñas de Oro en la concentración nacional está presente en la autobiografía novelada Lágrimas por una medalla (2008), escrita por Tania Lamarca y Cristina Gallo. Reseñas del hito de la medalla olímpica aparecen en libros como Españoles de oro (1999) de Fernando Olmeda y Juan Manuel Gozalo, Enredando en la memoria (2015) de Paloma del Río, o Pinceladas de rítmica (2017) de Montse y Manel Martín.
Desde 2014 una camiseta y desde 2017 uno de sus maillots, son expuestos en el Museo Extremeño del Deporte (conocido como Museo Itinerante del Deporte Extremeño hasta noviembre de 2017) en Badajoz. El 13 de junio de 2022 se presentó en la Diputación Provincial de Badajoz el libro Historia de una campeona olímpica, escrito por su padre, Gerardo Cabanillas.

## Vida personal
El 26 de mayo de 2013 fue madre por primera vez de una niña, Martina. El 19 de noviembre de 2016 tuvo a su segundo hijo, Leo.

## Equipamientos
| Período        | Proveedor  |
| -------------- | ---------- |
| 1995-1999      | Arena      |
| 1996 (JJ. OO.) | John Smith |

## Música de los ejercicios
| Año  | Aparatos                                       | Música |
| ---- | ---------------------------------------------- | --- |
| 1995 | 5 aros                                         | Pieza Asturias (Leyenda), perteneciente a la Suite española, Op. 47 de Isaac Albéniz. |
| 1995 | 3 pelotas y 2 cintas                           | Tango «Verano porteño», de Astor Piazzolla. |
| 1995 | Ejercicio de exhibición (Manos libres)         | Sevillana «Tócala, tócala», de Cantores de Híspalis. |
| 1996 | 5 aros                                         | Medley de varias canciones pertenecientes a musicales norteamericanos, principalmente «America», compuesta por Leonard Bernstein e incluida en West Side Story, o «I Got Rhythm» y «Embraceable You», temas creados por George Gershwin y que aparecieron en la banda sonora de Un americano en París. |
| 1996 | 3 pelotas y 2 cintas                           | «Amanecer andaluz». |
| 1997 | 5 pelotas                                      | Medley de canciones de Édith Piaf, como «Non, je ne regrette rien» o «Hymne à l'amour». |
| 1997 | 3 pelotas y 2 cintas                           | «Las cosas del querer», copla compuesta por Quintero, León y Quiroga. |
| 1998 | 5 pelotas                                      | Tango «El vaivén», de José Luis Barroso. |
| 1998 | 3 cintas y 2 aros                              | Sevillana «Juego de luna y arena» (inspirada en un poema de Lorca), de José Luis Barroso. |
| 1999 | 10 mazas                                       | «Babelia», de Chano Domínguez, Hozan Yamamoto y Javier Paxariño. |
| 1999 | 3 cintas y 2 aros                              | «Zorongo gitano», canción popular española adaptada por Federico García Lorca y La Argentinita. |
| 1999 | Ejercicio de exhibición (Manos libres)         | «Balanca», tema flamenco. |
| 2000 | Ejercicio de exhibición (Manos libres, 5 aros) | Medley de los temas «Anahita Will Sustain You» de Jamshied Sharifi e «Illumination» de Secret Garden. |

## Palmarés deportivo

### A nivel de club
| 1995 - Campeonato de España Individual en Alicante Bronce en concurso general (categoría de honor) |

### Selección española
| 1994 - Campeonato de Europa de Tesalónica 5º puesto en final (6 aros) 1995 - Torneo Internacional de Portimão Bronce en concurso general 1995 - Campeonato de Europa de Praga Bronce en concurso general Bronce en 5 aros Plata en 3 pelotas y 2 cintas - Alfred Vogel Cup Oro en concurso general Oro en 5 aros Oro en 3 pelotas y 2 cintas - International Group Masters Hannover Plata en concurso general - Campeonato del Mundo de Viena Plata en concurso general Plata en 5 aros Oro en 3 pelotas y 2 cintas - Epson Cup Bronce en concurso general 1996 - Kalamata Cup Oro en concurso general - DTB-Pokal Karlsruhe Bronce en concurso general Oro en 5 aros Oro en 3 pelotas y 2 cintas - Ciudad de Zaragoza Oro en concurso general Oro en 5 aros Oro en 3 pelotas y 2 cintas - Campeonato del Mundo de Budapest Plata en concurso general 4º puesto en 5 aros Oro en 3 pelotas y 2 cintas - Juegos Olímpicos de Atlanta 1996 2º puesto en preliminares Oro en final y diploma olímpico - Epson Cup Plata en concurso general 1997 - Ciudad de Ibiza Plata en concurso general - Gran Trofeo Campofrío Plata en concurso general | 1997 (continuación) - Campeonato de Europa de Patras 4º puesto en concurso general Plata en 5 pelotas Bronce en 3 pelotas y 2 cintas 1998 - Thiais* Oro en concurso general Oro en 5 pelotas Oro en 3 cintas y 2 aros - Kalamata Cup* Plata en concurso general Oro en 5 pelotas Oro en 3 cintas y 2 aros - Budapest Tournament* Oro en concurso general Oro en 5 pelotas Oro en 3 cintas y 2 aros - Estella International* Oro en concurso general - Campeonato del Mundo de Sevilla* Plata en concurso general 7º puesto en 5 pelotas Oro en 3 cintas y 2 aros 1999 - Kalamata Cup* 7º puesto en concurso general Bronce en 10 mazas - Thiais* 4º puesto en concurso general 4º puesto en 10 mazas Bronce en 3 cintas y 2 aros - Budapest Tournament* Oro en concurso general 4º puesto en 10 mazas Oro en 3 cintas y 2 aros - Campeonato de Europa de Budapest* 7º puesto en concurso general Bronce en 3 cintas y 2 aros - DTB-Pokal de Bochum* 6º puesto en concurso general 5º puesto en 10 mazas Plata en 3 cintas y 2 aros - Campeonato del Mundo de Osaka* 7º puesto en concurso general 6º puesto en 10 mazas 6º puesto en 3 cintas y 2 aros |

*Como suplente del equipo en ambos ejercicios

## Premios, reconocimientos y distinciones
- Galardonada en la XVI Gala Nacional del Deporte de la Asociación Española de la Prensa Deportiva (1996)[113]
- Medalla de Extremadura, otorgada por la Junta de Extremadura (1996)[114]
- Orden Olímpica, otorgada por el COE (1996)[115]
- Placa de Oro de la Real Orden del Mérito Deportivo, otorgada por el Consejo Superior de Deportes (1996)[116][117][118]
- Galardonada en la XVII Gala Nacional del Deporte de la Asociación Española de la Prensa Deportiva (1997)[119][120]
- Copa Barón de Güell al mejor equipo español, otorgada por el CSD y entregada en los Premios Nacionales del Deporte de 1996 (1997)[121][122][123]
- Hija Predilecta de la ciudad de Badajoz
- Premio Longines a la Elegancia en el Campeonato del Mundo de Sevilla (1998)[57]
- Mejor grupo atlético en los Galardones Nacionales al Mérito Deportivo Inter Gym’s Oro 2005 (2006)[124]
- Homenajeada (junto al resto del conjunto campeón olímpico) en la Gala Anual de la Real Federación Española de Gimnasia (2006)[63]
- Premio Tierra y Libertad Pablo Naranjo Porras en categoría regional (2012)[125][126]
- Galardonada (junto al resto de medallistas olímpicos españoles) en la Gala del Centenario del COE (2012)[127][128][129][130]
- Medalla Euskalgym (junto a las demás Niñas de Oro) en la IX Gala Internacional de Gimnasia Rítmica Euskalgym (2014)[64][65][66][67][68]
- Homenajeada en la Gala 25.º Aniversario de José Luis Vela (2015)[131]
- Medalla de Oro de la Real Orden del Mérito Deportivo, otorgada por el Consejo Superior de Deportes (2015)[132][133][134][73]
- Diploma acreditativo y tarjeta olímpica, otorgados por el COE en la Gala 20.º Aniversario de la Medalla de Oro en Atlanta '96 (2016)
- Premio especial Patrocina un deportista en los X Premios Empresariales Grupo ROS (2017)[135]
- Premio Importante de Alconchel, otorgado por el Ayuntamiento de Alconchel (2017)[136]
- Premio por su carrera deportiva en la Gala del Deporte de Trujillo (2017)[137]
- Premio a la Trayectoria de Deportista Regional de Élite (junto a Laura Campos) en la V Gala del Deporte de Quintana de la Serena (2018)[138][139]
- Reconocimiento (junto al resto de medallistas olímpicas españolas) en la XV Gala del COE (2020)[140]

### Otros honores
- El «Pabellón Nuria Cabanillas» del barrio de San Roque (Badajoz) fue bautizado así el 16 de mayo de 2007 en su honor.[75]

## Galería

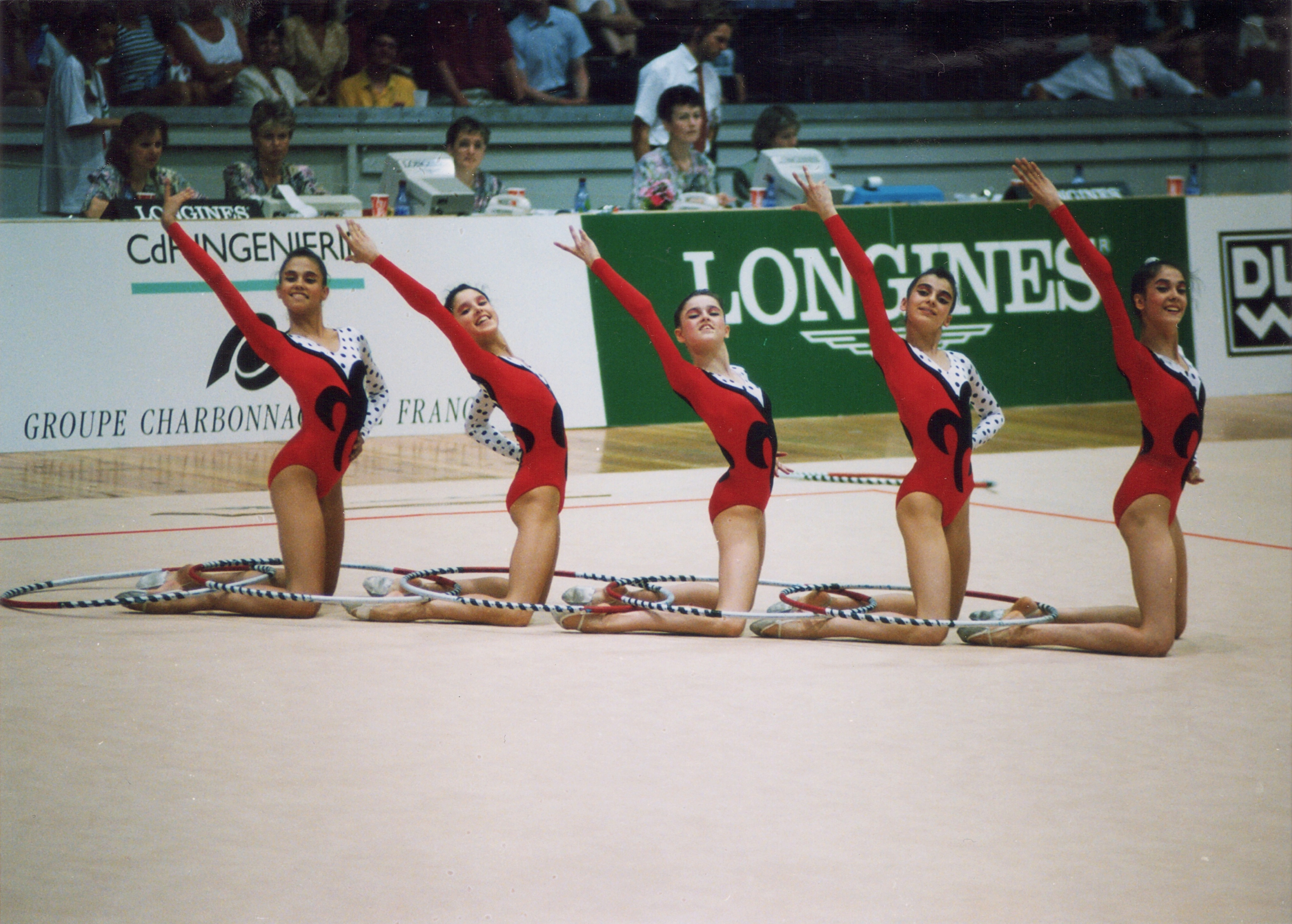
Nuria (en el centro) con el conjunto en el ejercicio de 5 aros en el Campeonato Europeo de Praga (1995).
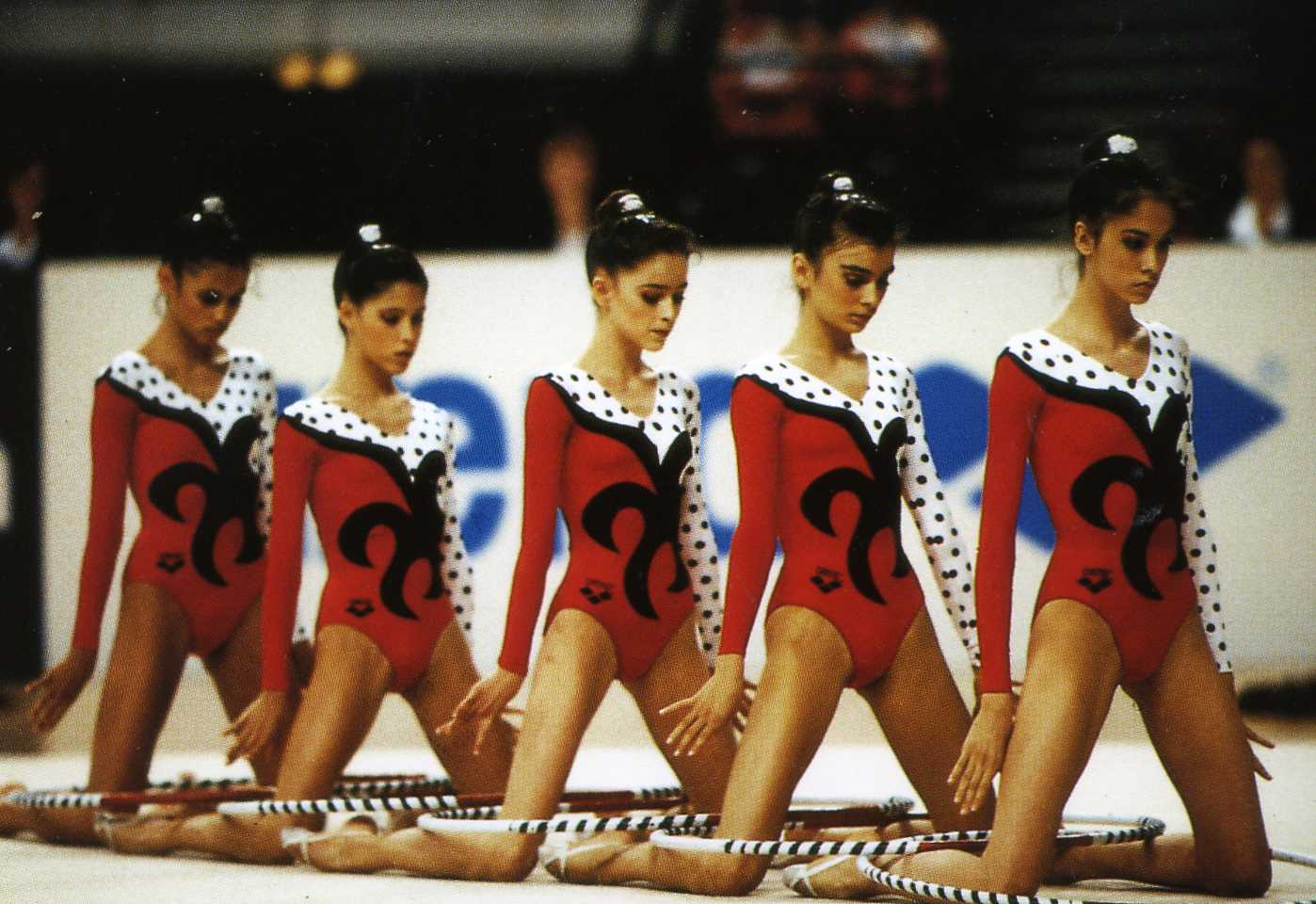
Posición inicial del ejercicio de 5 aros en el Mundial de Viena (1995).
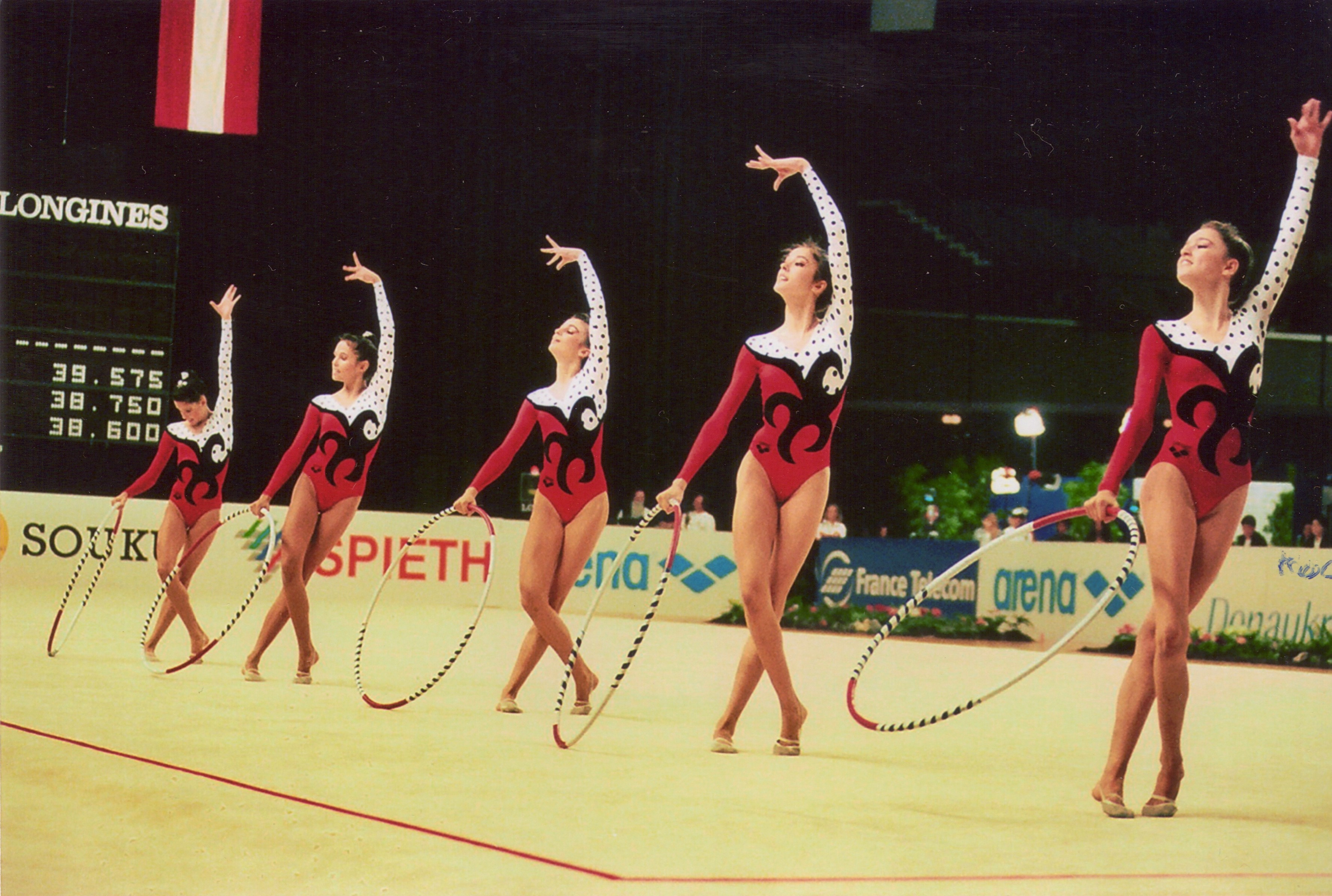
Otro momento del montaje de 5 aros, que contaba con la pieza Asturias (Leyenda) de la Suite española, Op. 47 de Isaac Albéniz.
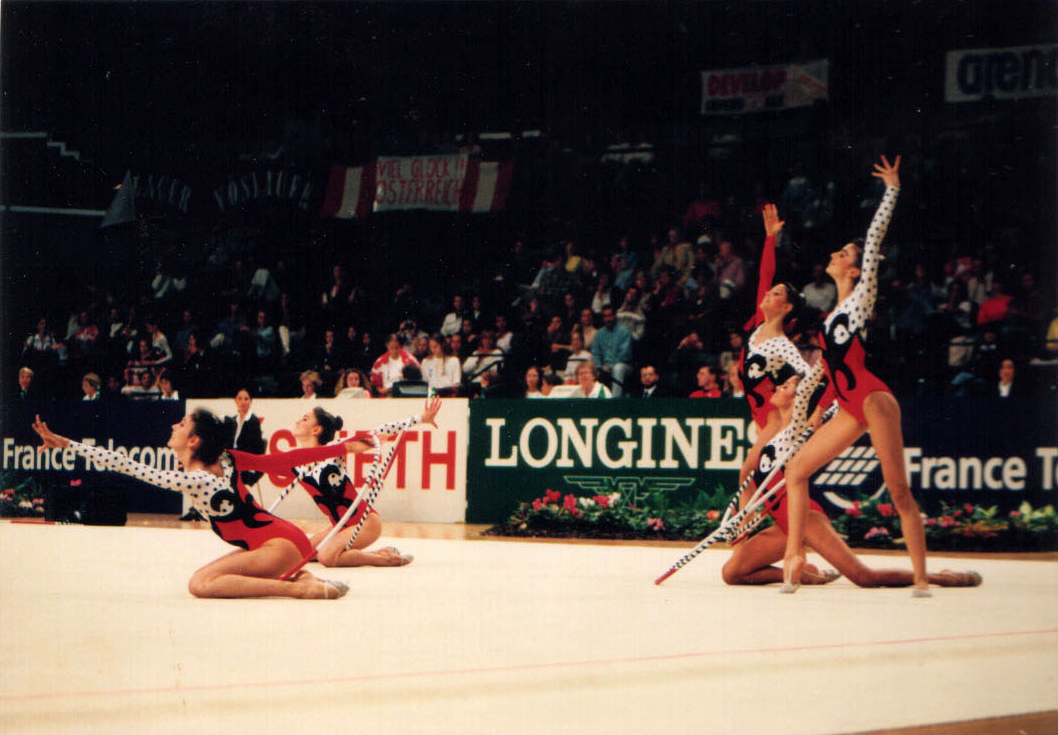
Final del ejercicio de 5 aros en Viena.
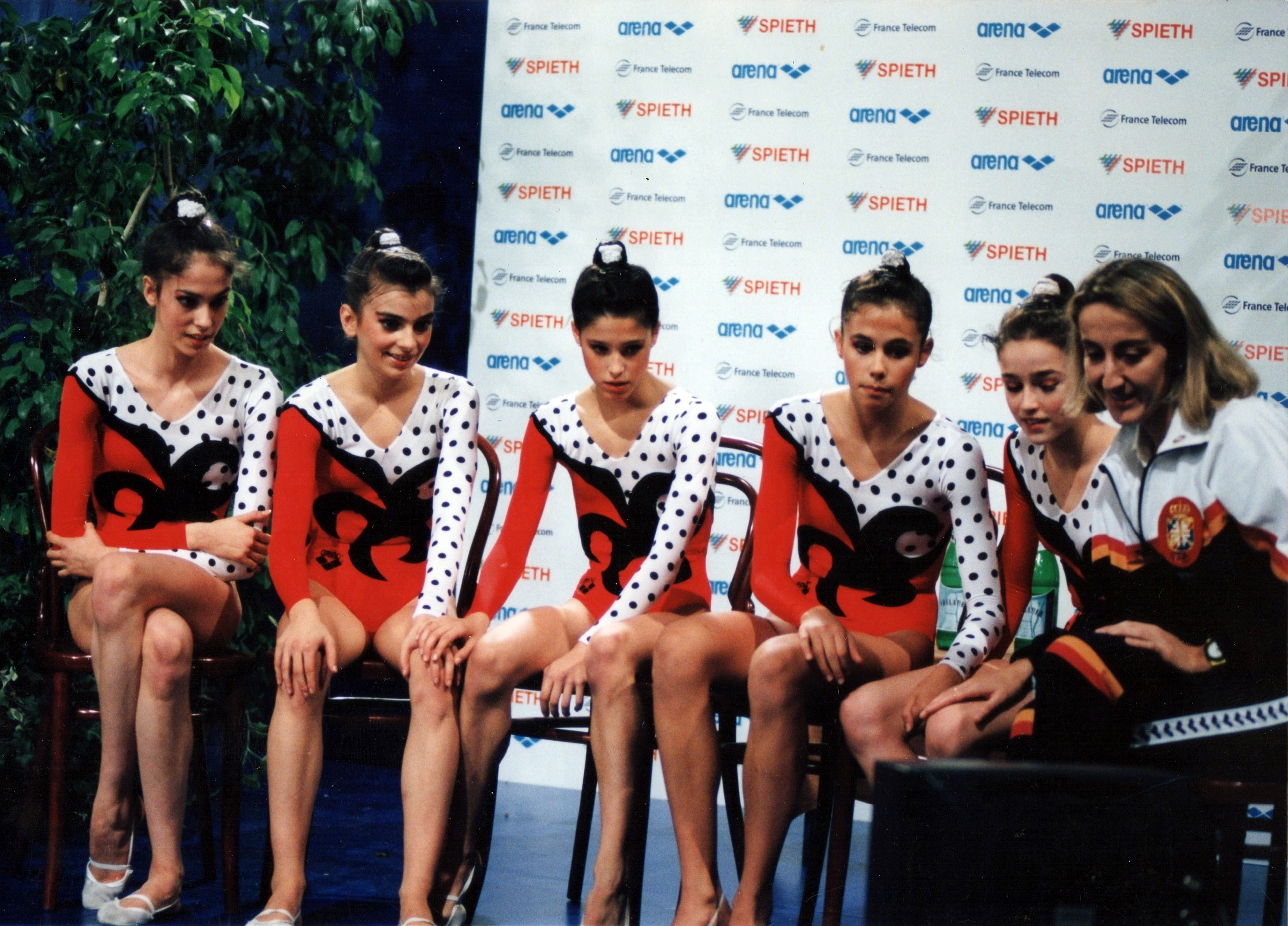
El equipo esperando en Viena la nota final del concurso general tras el ejercicio de 5 aros.

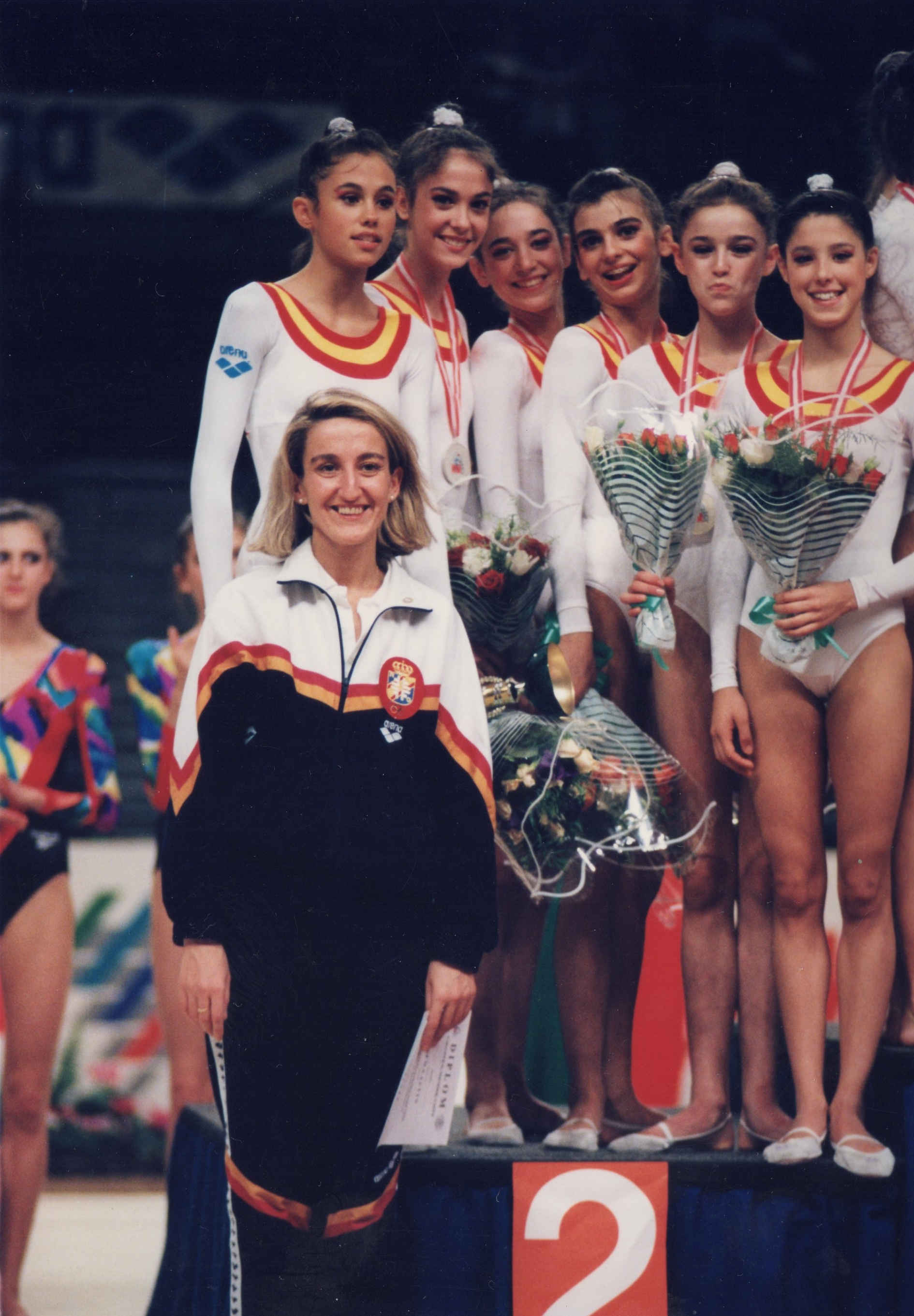
El conjunto con la plata en el podio de la general en Viena.
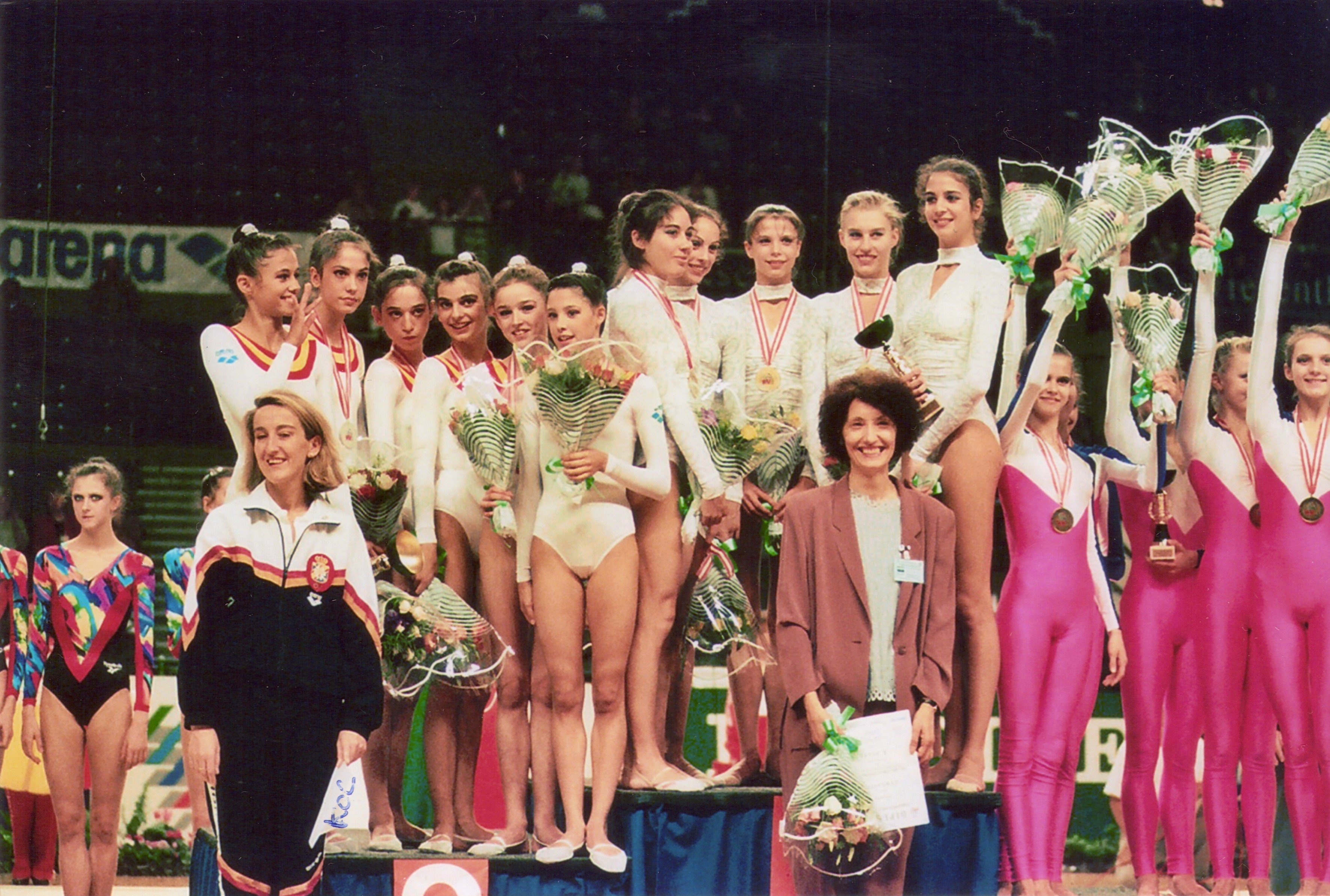
Podio completo del concurso general en Viena. De izquierda a derecha: España, Bulgaria y Bielorrusia.
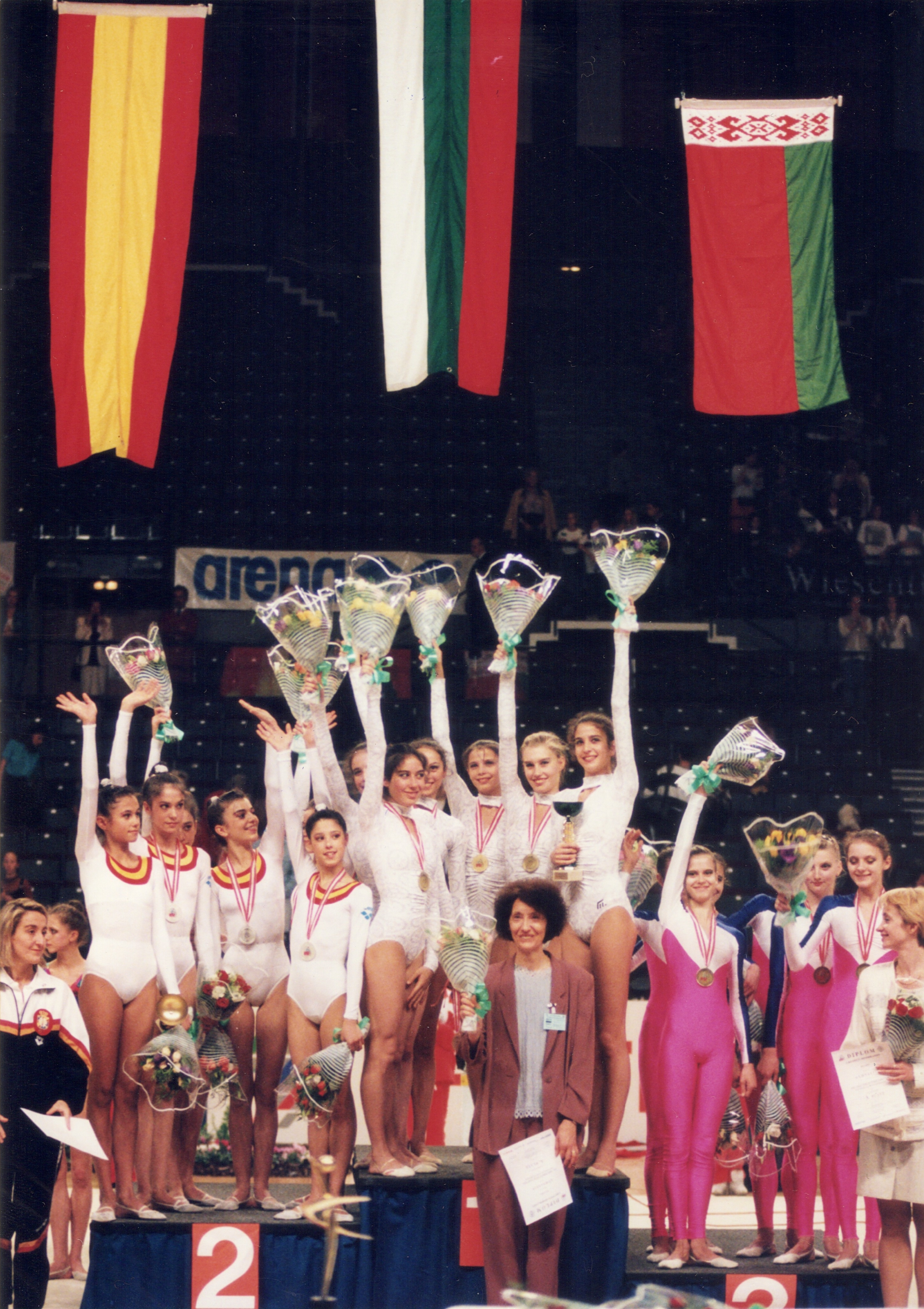
Otro momento del podio de la general.
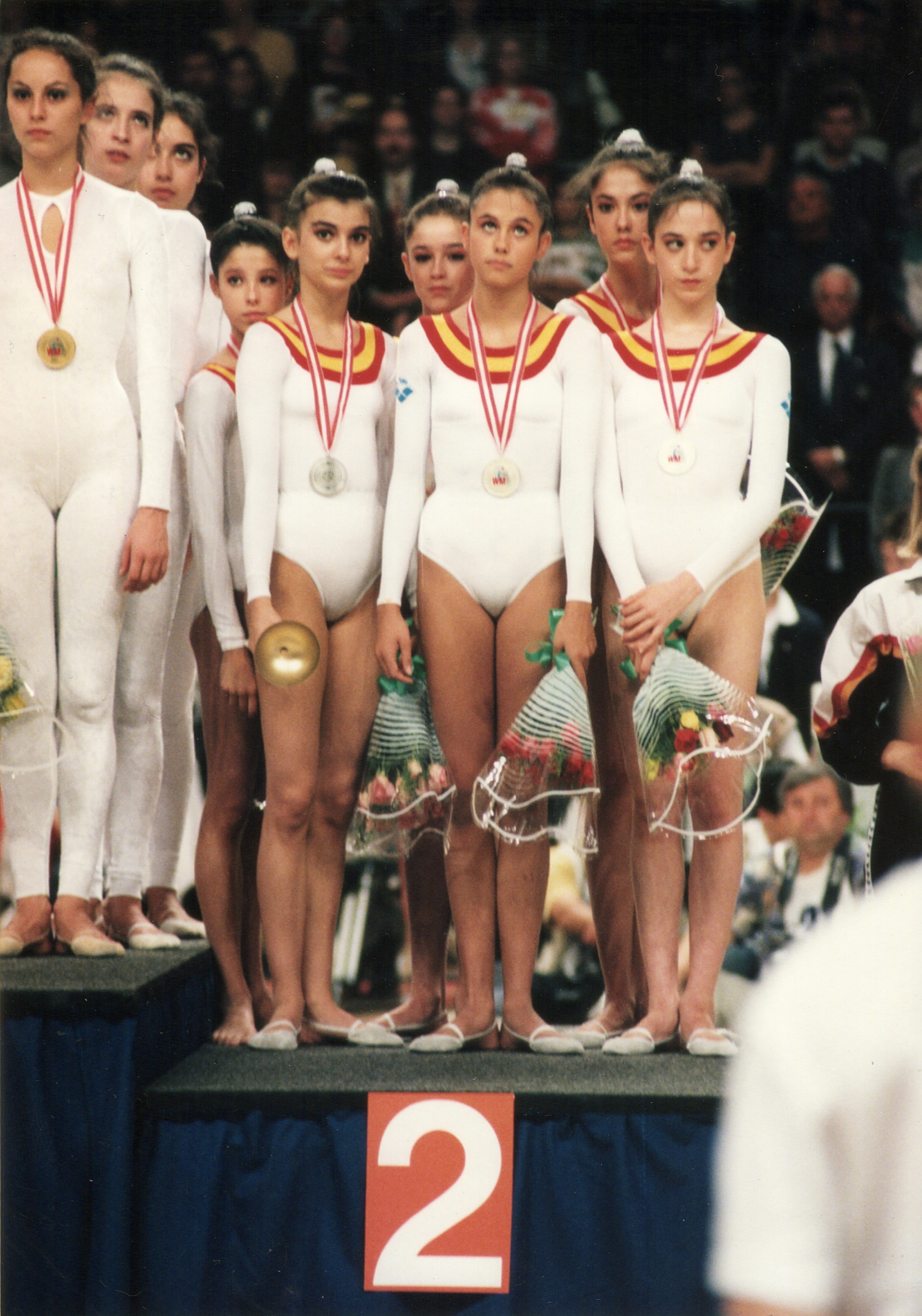
El conjunto español con la plata en el podio de la final de 5 aros.
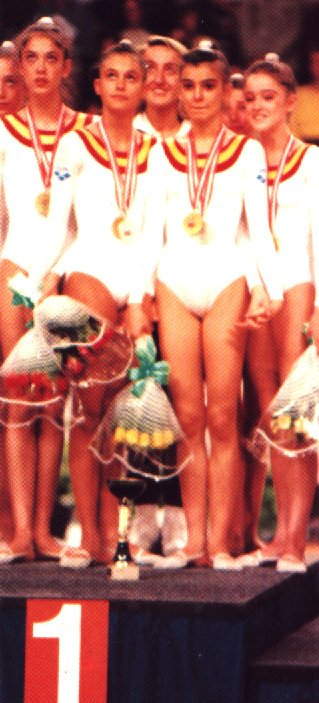
El conjunto con el oro en el podio de 3 pelotas y 2 cintas.
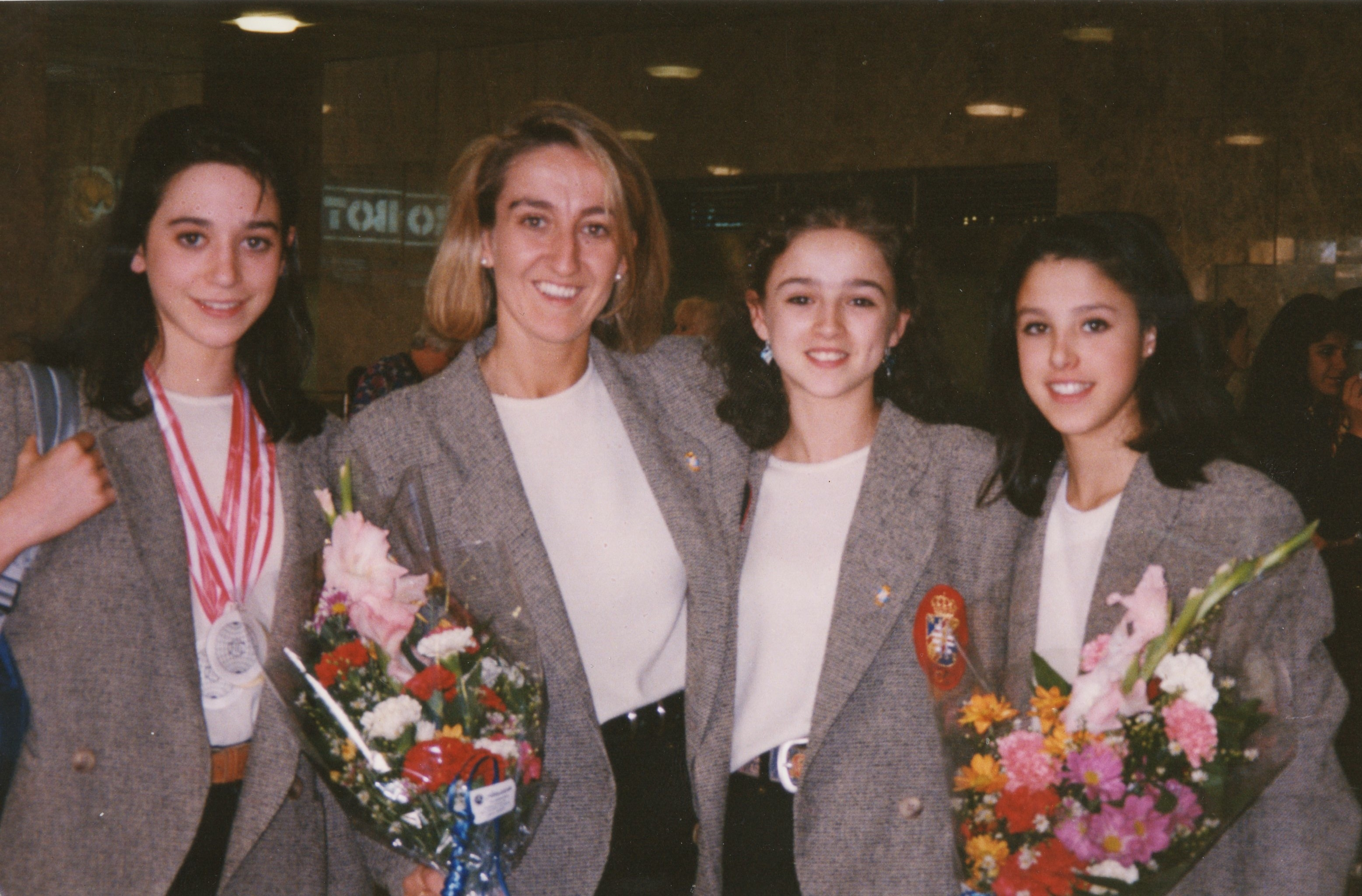
Nuria (segunda a la derecha) con la entrenadora María Fernández y sus compañeras Estíbaliz Martínez y Tania Lamarca en el Aeropuerto de Barajas a su llegada de Viena.

## Filmografía

### Películas
| Películas | Películas        | Películas  | Películas  | Películas      |
| Año       | Título           | Personaje  | Notas      | Director       |
| --------- | ---------------- | ---------- | ---------- | -------------- |
| 2013      | Las Niñas de Oro | Ella misma | Documental | Carlos Beltrán |

### Programas de televisión
| Programas de televisión | Programas de televisión | Programas de televisión       | Programas de televisión                                                                              |
| Año                     | Título                  | Cadena                        | Notas                                                                                                |
| ----------------------- | ----------------------- | ----------------------------- | --- |
| 1996                    | Día a día               | Telecinco                     | Invitada junto al resto del conjunto español campeón olímpico                                        |
| 1997                    | XVII Gala del Deporte   | La 2 de TVE                   | Premiada                                                                                             |
| 2000                    | Línea 900               | La 2 de TVE                   | Aparición en el reportaje «La otra cara de la medalla»                                               |
| 2008                    | Regreso al futuro       | Canal Sur TV                  | Entrevistada en reportaje                                                                            |
| 2012                    | Londres en juego        | Teledeporte                   | Redifusión de la final de conjuntos de gimnasia rítmica en Atlanta 1996                              |
| 2014                    | Euskalgym 2014          | ETB 1                         | Homenajeada                                                                                          |
| 2016                    | Estrellas               | Canal Extremadura             | Entrevistada en reportaje                                                                            |
| 2016                    | Mujer y deporte         | Teledeporte                   | Entrevistada en reportaje                                                                            |
| 2019                    | Legends Live On         | Eurosport 1 y Olympic Channel | Protagonista del reportaje «Spain's "Las Niñas de Oro"» junto al resto del conjunto campeón olímpico |
| 2020                    | Excelentes              | Canal Extremadura             | Entrevistada en el capítulo «Más allá del oro»                                                       |
| 2021                    | Generación D            | Canal Extremadura             | Entrevistada en reportaje                                                                            |

### Publicidad
- Dos anuncios de Cola Cao (1996). Aparición junto al resto del equipo en dos spots televisivos para Cola Cao, entonces patrocinador del Programa ADO.[18]
- Anuncio de Campofrío (1996). Aparición junto al resto de la selección española en anuncio de televisión de la empresa cárnica, entonces patrocinador de la Federación.